# ミラキュラス レディバグ&シャノワール
『ミラキュラス レディバグ&シャノワール』（原題：Miraculous, les aventures de Ladybug et Chat Noir）は、トーマス・アストリュックによるフランス・韓国・日本の共同制作で、フランスの3DCGテレビアニメ。略称「ミラキュラス」。
- 2015年にシーズン1全26エピソード
- 2017年にシーズン2全26エピソード
- 2019年にシーズン3全26エピソード
- 2021年にシーズン4全26エピソード
- 2022年にシーズン5全27エピソード
- 2025年冬にシーズン6全26エピソードが放送予定

ミラキュラス・ワールド（英語: Miraculous World）は、
- 2020年にニューヨーク編「ニューヨーク ユナイテッド・ヒーローズ」
- 2021年に上海編「上海 レジェンド・オブ・レディドラゴン」が放送された[注 6]。
- 2023年に「ミラキュラス レディバグ&シャノワール: ザ・ムービー」が放送された。

## 概要
フランス・パリを守るスーパーヒーローのレディバグとシャノワールと、その正体である高校生マリネット・デュパン＝チェンとアドリアン・アグレストの奇妙な四角関係を描いたスーパーヒーローアニメ。ストーリーは基本的に1話完結だが、時系列は各国違い、区長とジャゲッド・ストーンの対面シーンなど、話の流れと放送順に矛盾が生じることもある。
元々はフランスのアニメーター、トーマス・アストリュックが職場で出会った女性や日本のアニメからインスピレーションを受け、これまでにないテントウムシをモチーフにしたスーパーヒーロー、「レディバグ」を創造。漫画の表紙風イラストをいくつか描き、そのうちの一枚がエピソード8「イラストレーター」のラストに写っている。
アストリュックは幸運を象徴するテントウムシのレディバグのパートナーに、キャットウーマンとスパイダーマンを意識した不運を象徴する猫をモチーフにしたスーパーヒーロー、「シャノワール」を創造したが、クリエイティブチームはシャノワールに変身するフェリックスを「型にはまったアニメの主人公」と判断したため、現在のアドリアンに修正された。
また、アストリュックは「レディバグ」を漫画展開するつもりだったが、アニメ会社「Zagtoon」の創立者ジェレミー・ザグがアニメ化を提案した。2012年6月には海外市場の拡大を望んでいた東映アニメーションが共同プロデューサーに加わり、日本の萌えアニメテイストの2DCGアニメで制作されたPVが公開された。しかし、手描きの2Dアニメでレディバグのコスチュームを再現する難しさから3DCGアニメに路線変更され、2013年11月に予告編が公開された時と比べると、2D版よりもリアルタッチで表情豊かなスタイルになった。なお、東映アニメーションは制作を外れている。
2018年8月12日には、｢ティーン・チョイス・アワード 2018｣にてアニメーション部門を受賞している。同年、公式ゲームアプリ、「ミラキュラスレディバグ&シャノアール（英語: Miraculous Ladybug and Cat Noir）」が始動し、今では大人気公式アプリとなっている。
ザグは日本の玩具会社バンダイとパートナーシップを結んでいるため、本作の玩具はバンダイが独占販売している。
2019年10月25日からは東映アニメーション主導による日本での本格展開を開始、日本版公式サイトの開設、講談社『月刊少年シリウス』での漫画版の連載、商品展開を行うことになる。
2020年には実写映画化が予定されていたが、ミュージカルアニメ映画「Ladybug & Cat Noir Awakening」へと企画が変更された。公開延期はこれまで海外では3回しており、2022年中、2023年1月26日、最終的に2023年7月5日へと延期された。さらに、2021年4月18日には映画タイトルや公開日は不明だが、「Ladybug & Cat Noir Awakening」とは別の映画が制作中であることが明らかになった。そして、ミラキュラス・ワールドの上海編（上海 レジェンド・オブ・レディドラゴン）、ロンドン編、アフリカ編、ブラジル編では、スピンオフ作品も制作中である。
2021年10月にあったフェスティバルで、アストリュックのコメントで、本作品の最初の物語はシーズン5で完結し、シーズン6からは新たな物語が始まることが明らかになった。2022年3月10日、アストリュックのTwitterでアストリュックが描く物語はシーズン5で終わり、シーズン6以降はジェレミー・ザグが描く物語ということも明らかになったが、2022年6月22日にシーズン6以降もアストリュックが物語を描くことになった。
2020年4月からはBS11のキッズアニメ∞枠にてシーズン1の放送が開始、2021年4月からシーズン2が放送され、2022年4月からシーズン3の放送が予定されている。また、2022年4月2日からはテレビ東京系列土曜朝枠で、シーズン1を地上波で初めて放送されている。動画配信サービスはDisney+が先行しており、その後BS11でのシーズン2放送開始に合わせる形で、シーズン1の配信がAmazon Prime VideoやNetflixなどで配信が行われている。
2022年5月26日時点では、海外ではミラキュラスワールドのテレビイベントが2023年、『ゴーストフォース』とのクロスオーバー作品が2024年に放送予定で、それに向けて現在製作中ということである。

## あらすじ

### シーズン1
舞台はフランス・パリ。そこに住む、ごく普通の高校生マリネットとアドリアン。だが2人は邪悪な影からパリの街を守る秘密のスーパーヒーローである。テントウムシのミラキュラスと猫のミラキュラスを狙う男ホークモスが作り出す善良な市民をヴィランへと変える邪悪な生物・アクマをとらえるため、クワミ（妖精）の力でレディバグとシャノワールに変身し、ヴィランと戦う。ライバルかつバディとして共に戦う2人だが、その正体はほとんど誰も知らない。当の本人さえお互いの正体を知らず、マリネットはアドリアンに、シャノワールはレディバグに両片想いをしているのであった。

### シーズン2
マリネットはアドリアンに近づく方法を見つけようとするが、レディバグとシャノワールはホークモスによって引き起こされたことによって、大混乱を巻き起こす。

### シーズン3
マリネットとアドリアンは次第に仲良くなっていったが、マリネットはアドリアンに想いを伝えることができていなかった。学校では、久しぶりにクラスに戻ったリラのウソを見破ってしまったことから、リラに目をつけられて大ピンチ。新たなパワーやスーパーヒーローの仲間を獲得したレディバグたちだったが、それはホーク・モスも同じで、アクマタイズによって生み出されたヴィランに協力者を授けるマユラを仲間に加えた。

### シーズン4
マリネットは、レディバグであるだけでなく、ミラキュラスのガーディアンでもあり、自分がレディバグであることを隠すだけでなく、クワミの存在も隠す必要もあった。マリネットは学校生活や恋など沢山のプレッシャーを抱えていた。アドリアンに自分の気持ちを伝える機会も少なくなっていっていた。そして、マリネットはレディバグとして強くならなければいけなく、蝶のミラキュラスとピーコックのミラキュラスを融合したシャドウモスに立ち向かう必要があった。

### シーズン5
レディバグことマリネットは、ほぼ全てのミラキュラスを奪われてしまった。そして、今までにないほど強くなった新たな敵、モナークに立ち向かうことになった。だが、マリネットが持つテントウムシのミラキュラスとアドリアンが持つ猫のミラキュラス、フェリックスが持つピーコックのミラキュラスだけはまだ奪われていなかった。他のミラキュラスの所持者だった人たちは、スーパーヒーローの力を失っても、レディバグとシャノワールを支えるために歩み続けている。奪われたミラキュラスを取り戻す戦いが始まろうとしていた。

## 登場人物
「メインキャラクター / スーパーヒーロー」「準メインキャラクター / スーパーヒーロー」「クワミ（妖精）」「家族」「主要人物・その他の恋人」は『ミラキュラスの設定』順。
登場人物の声の担当が書かれていない場合は非公表であることを示す。
なお、キャラクターの誕生日については公開されていない。

### メインキャラクター / スーパーヒーロー
マリネット・デュパン＝チェン（Marinette Dupain-Cheng） / レディバグ（Ladybug）
声︰奈波果林
本作の主人公。身長135cm。テントウムシのミラキュラスの永久所持者。少しドジだが心の優しい女の子で、頼まれたことは断れない性格。
フランス人の父と中国人の母をもち、夢はファッションデザイナー。
アドリアンが大好きで、壁にはアドリアンの写真などがたくさん貼られている他、アドリアンの誕生日プレゼントを50歳分まで考えている。アドリアンのスケジュールは向こう3年間分熟知しており、アドリアン出演のCMを見てデレデレしていることも。アドリアンのことになると他のことが見えなくなってしまい、いつも以上にドジを多発する。また、自分に自信がないので積極的にアプローチできない。その反面、シャノワールのことは鬱陶しく思っているが、その正体がアドリアンとは知らない。
以前は弱気であったためにクロエからはよくいじられていたが、ミラキュラスを手にした今では悪いことや納得いかないことには屈さず、物怖じしないようになった。
お菓子作りや裁縫が得意。
シーズン3最終話以降、ミラキュラスを守るガーディアンとなったが、シーズン4最終話にて、フレアミダブルに犬のミラキュラスの技、「フェッチ」によって隙をつかれ、テントウムシのミラキュラスの武器、ヨーヨーを一時的に奪われ、テントウムシのミラキュラス、猫のミラキュラス、ピーコックのミラキュラスを除く全てのミラキュラスをガブリエルに奪われてしまう。
「秘密の庭作戦」におけるコードネームは「スイレン」。
公式ゲームアプリでも登場する。
アドリアン・アグレスト（Adrien Agreste） / シャノワール（仏・Chat Noir/韓・Black cat/英米・Cat Noir）
声：逢坂良太（シーズン1〜シーズン5）→不明
もう1人の主人公。身長150cm。猫のミラキュラスの永久所持者。優しくて成績優秀な好青年で、父親のガブリエルが経営するファッションブランドの大人気モデル。
父子家庭だが厳しいガブリエルには距離を置かれており、自由な外出も禁止されているため、寂しさを抱えている。カレッジに入るまではクロエが唯一の友人だった。
フェンシングが得意であり、カガミいわく「（カレッジの）最強は誰か」の問いに彼が挙げられるほど。
当初はサッカーがどんな競技か知らず、エピソード102でマリネットたちのクラスのサッカーの体験授業でサッカーがどんな競技かを知った。
マリネットに好意を抱かれているが、本人はマリネットのことを「ただの友達」と思っている。
レディバグに恋をしているが、その正体がマリネットとは気付いていない。
「秘密の庭作戦」におけるコードネームは「キンポウゲ」。
公式ゲームアプリでも登場する。
アルヤ・セザール（Alya Césaire） / リナルージュ（Rena Rouge） / リナファーティブ（Rena Furtive）
声：川上彩（シーズン1〜シーズン5）→不明
マリネットの親友。身長138cm。シーズン4までキツネのミラキュラスの所持者。
クールなしっかり者で、マリネットが困った時はいつも助けてくれる。また姉と双子の妹がおり、子供の世話をするのが得意で、面倒見がいい。夢は新聞記者。メインキャラクターの中では最もナイスバディ。
ある一件からニノとは相思相愛の仲。
レディバグのファンで彼女の正体を突き止めようとしていた。レディバグのファンサイト「レディブログ」を制作し運営している。
エピソード38で任務終了後は即座に返却する約束でレディバクからキツネのミラキュラスの所持者に指名される。キツネのミラキュラスの永久所持者してスーパーヒーローのままでいたいという欲望に屈して一度は任務終了後のミラキュラス返却を拒むが、トリックスの「信頼できる人物だから選ばれた」という言葉を聞いて思い直し、欲望に打ち勝ってミラキュラスを返却することでマスター・フーに「よい人選をした」と評された。最終的にエピソード87からマリネットにより、キツネのミラキュラスの永久所持者になった。
友達のことになると感情的になりやすい性格で、スーパーヒーローに選ばれてからも隙をつかれて2回アクマタイズされているが、ギャングオブシークレットのアクマタイズの際、その友情の力でアクマタイズを自力で解いた。
エピソード81以降、マリネットがレディバグ、そしてガーディアンであることを知っている。アクマタイズ・アモキタイズを二度とされない方法を思いついた。
「秘密の庭作戦」におけるコードネームは「タイガーリリー」。
シーズン4最終話にて、ストライクバックとの戦いで飛んできた物がぶつかりそうになったところをキャラペイスが「プロテクション」で防いたことでアルヤがまだキツネのミラキュラスの所持者であることがシャドウモスにばれてしまった。この件からレディバグにキツネのミラキュラスを自ら返した。
公式ゲームアプリでも登場する。
ニノ・ラヒフ（Nino Lahiffe） / キャラペイス（Carapace)
声：宮本誉之（シーズン1〜シーズン5）→不明
アドリアンの親友。身長148cm。帽子がトレードマーク。亀のミラキュラスの所持者。
DJもしていて遊ぶことが大好きな軽い性格だが、何年も誕生日パーティーを開いてもらえていないアドリアンのために、彼の自宅に行ってガブリエルに直談判するなど友人思いである。
以前はマリネットのことが好きだったが、とある一件でアルヤのことが好きになった。
ロケッティアにアクマタイズされた際、アルヤに対する愛の力でアクマタイズを自力で解いた。
公式ゲームアプリでも登場する。
クロエ・ブルジョワ（Chloé Bourgeois） / クイーンビー（QueenBee)
声：櫻庭有紗
21区の区長の娘でお嬢様。身長136cm。シーズン3まで蜂のミラキュラスの所持者。好きな物は寿司、ミスター・カドリー。
アドリアンのことが好きでつきまとっており、マリネットに意地悪をしている。しかし、シャノワールのことは快く思っていない。
非常に意地悪な性格で、アクマタイズの原因の大半になってしまっている。ホーク・モスに「パリで一番の意地悪娘」「お前の性格の悪さに期待している」と揶揄されるほど。その一方で優しくできない自分の性格や、人の役に立っていない自分の存在意義が嫌になることもある。
母親譲りで人の名前や誕生日を覚えるのが苦手。自分をいつも救ってくれるレディバグの大ファンであり、彼女の言葉には耳を傾ける。
ヒーローへの憧れ・ヒーローであることの自負の意は極めて強く、リラ、マユラ、ホーク・モス3人がかりで罠に嵌めてアクマタイズに憑依されても、支配されずに自力で打ち勝ったこともある。クイーンビーとしての活動を通して少しずつ精神的に成長しつつあるが、レディバグが正体の関係で蜂のミラキュラスを渡されなくなり、仲間を裏切った罪でヒーローをやめさせられた。
公式ゲームアプリでも登場する。
ゾーイ・リー（Zoé Lee） / ヴェスペリア（Vesperia）
声：中村慈（シーズン4〜シーズン5）→不明
ニューヨークから引っ越してきて、マリネットたちの学校に転校してきたクロエの異父妹。夢は女優。現在の蜂のミラキュラスの所持者で、クロエから引き継がれた。
性格はネガティブ。苦手な物はゴキブリ、お仕置き、説教。
ニューヨークでは寮生活をしながら学校に通い、自分を偽って過ごしていたが、ふと素の性格を出してしまった際にたった1人の友人から見放され虐められていた。
パリにやってきた当初はクロエやオードリーの態度に同調するように自分を偽っていたが、マリネットに「自分のままで良い」と諭されてからは自分を偽ることをやめ、マリネットたちと行動を共にするようになった。
121話ではクロエにも物怖じしない性格となりマリネットを驚かせる一方で、ある秘めた思いが明らかになる。
公式ゲームアプリでも登場する。

### 準メインキャラクター / スーパーヒーロー
ミレーヌ・アプレール（Mylène Haprèle） / ポリマウス（Polymouse）
声：櫻庭有紗（シーズン1〜シーズン5）→不明
ネズミのミラキュラスの所持者。ぽっちゃりした体型で怖がり。父はパントマイムのパフォーマー。イバンとは両思いだが、初めて告白された時は告白だと気づかず、恐怖により逃げ出してしまった。のちに再び告白され正式に交際することになる。
「秘密の庭作戦」におけるコードネームは「ヒマワリ」。
イバン・ブリュエル（Ivan Bruel）/ ミノタウロクス（Minotaurox）
声：蓮岳大（シーズン1〜シーズン5）→不明
水牛のミラキュラスの所持者。体が大きく意志も強いが、心は優しい性格。激しいロックミュージックが好き。ミレーヌに恋しており不器用さゆえに一度失恋するが、最終的には結ばれる。
バンド「キティーセクション」ではドラム担当。
ジュレカ・クーフェン（Juleka Couffaine） / パープルタイガレス（仏・Tigresse Pourpre / 葡・Tigre Lilás（Lilac Tiger） / 伊・Tigre Viola / 英米・Purple Tigress）
声：本多真梨子（シーズン1〜シーズン5）→不明
ルカの双子の妹。トラのミラキュラスの所持者。マイペースでオカルト好きなため、学校がスーパーヴィランに襲われた時も見惚れたりすることもある。
非常に思慮深いが口数が少なくゴス系の外見のためクラスメイトに度々誤解され、それがアクマタイズの原因になったりもしている。
写真写りに関して壊滅的に運が悪く、シャッターの瞬間に必ず何らかの形で視界を遮られており、写真がトラウマになっていた。
バンド「キティーセクション」ではルカと共にベース担当。
「秘密の庭作戦」におけるコードネームは「ローズ」。
アリックス・クデル（Alix Kubdel） / バニックス（仏・BunniX / 英米・BunnyX）
声：森下由樹子（シーズン1〜シーズン5）→不明
ウサギのミラキュラスの所持者。男勝りの性格でローラーブレードが得意。キムにレース勝負を仕掛けられるが果敢に受けて立つ。父親と兄はルーブル美術館の歴史学者。最終的にウサギのミラキュラスを使って様々な時代を渡り歩いて生きることとなった。
「秘密の庭作戦」におけるコードネームは「スミレ」。
公式ゲームアプリでも登場する。
剣城 鏡（Kagami Tsurugi / カナ表記：ツルギ・カガミ） / 龍子（Ryuko / カナ表記：リュウコ）
声：森なな子
日本人でフェンシング一筋の女の子。血液型はO型。龍のミラキュラスの所持者。凄腕のフェンシング選手で、アドリアンとはほぼ互角。母はフェンシングのワールドチャンピオン。
クールで強気な性格の持ち主で、クロエからは苦手意識を持たれている。アドリアンから貰ったバラは押し花にして大切にしている。
アドリアンに好意を持っていたが、エピソード80でアドリアンが秘密（アドリアンがシャノワールであること）を言えない関係で別れた。
マリネットは彼女にとって初めての友達であり、恋敵でもある。
公式ゲームアプリでも登場する。
ルカ・クーフェン（Luka（露・Luke） Couffaine） / ヴァイペリオン（仏・Vipérion / 英米・Viperion）
声 : 梅原裕一郎
ジュレカの双子の兄。ヘビのミラキュラスの所持者。音楽が好きで、よくギターを弾いている。夢は弦楽器職人。マリネットからはアドリアンへの恋心が上手く伝えられない時、彼にもさりげなく惹かれてしまう。マリネットに愛の告白をした。
アクマ・アモクに抵抗できたこともある。
マリネットとは、エピソード79でマリネットが秘密（マリネットがレディバグであること）を言えない関係で別れた。
しかし、エピソード90以降、唯一レディバグがマリネット、シャノワールがアドリアンと両方の正体を知った。
その後、「マイグレーション」にてレディバグとシャノワールの正体を知ってしまっていることをレディバグに告白、リスクを恐れてジャケットとペニーと共にパリを離れた
バンド「キティーセクション」ではジュレカと共にベース担当。
公式ゲームアプリでも登場する。
マックス・カンテ（Max Kanté） / ペガサス（仏・Pégase / 英米・Pegasus）
声：高坂宙（シーズン1〜シーズン5）→不明
ウマのミラキュラスの所持者。コンピューターやゲームが得意で頭がいい。高性能のAIを搭載したロボットの親友、マルコフがいる。キムと仲が良い。
公式ゲームアプリでも登場する。
ナタニエル・クルツベルグ（Nathaniel Kurtzberg） / カプリキッド（Caprikid）
声：高坂宙（シーズン1〜シーズン5）→不明
ヤギのミラキュラスの所持者。おとなしく目立たない性格で、いつも隠れて絵を描いている。マリネットに片思いをしており、自らの描く漫画に登場させたりしている。
マークとは親友である。Miraculous Secretsという海外のカードゲームの情報によると、ナタニエルの地毛は栗色でアリックスが赤く染めている。劇中でもよく見ると髪の根元の色が違うのが分かる。
キム・アチュール（Lê Chiến Kim） / キングモンキー（仏・Roi Singe / 英米・King Monkey）
声：駒田航（シーズン1〜シーズン5）→不明
サルのミラキュラスの所持者。誰にでも勝負を仕掛ける性格でクラスメイトたちからは鬱陶しがられている。イバンをからかったことがきっかけで彼がアクマタイズされるきっかけになったこともある。しかし純粋な面も持ち合わせている。
恋愛感情に対し壊滅的に鈍く、クロエに壮絶な振られ方をしたことが原因でアクマタイズされたにもかかわらず、その後も思いを寄せていた。その後、同じプールに通っているオンディーヌの想いを知ってからは、オンディーヌと付き合っている。
マックスと仲が良い。
公式ゲームアプリでも登場する。
マーク・アンシエル（Marc Anciel） / ルースターボールド（仏・Coq Courage / 英米・Rooster Bold）
声：佐々木拓真（シーズン1〜シーズン5）→不明
ニワトリのミラキュラスの所持者。物語を書くのとサッカーが得意。
気が弱く話に流されやすいが、エピソード51「マユラ」では複数のヴィランに立ち向かうパリの人々の中でマークも姿を見せている。ナタニエルと仲が良く、一緒に漫画を作っている。エピソード94「ガブリエル・アグレスト」では紙芝居も共に製作していた。
公式ゲームアプリでも登場する。
サブリナ・レンコンプリ（Sabrina Raincomprix） / ミスハウンド（仏・Traquemoiselle / 英米・Miss Hound）
声：小堀幸（シーズン1〜シーズン5）→不明
犬のミラキュラスの所持者。クロエの友人。身長130cm。クロエにわがままや無理難題を押し付けられているが、それでもクロエを大切に思っている。また本人は正義感が強く、素直で懐きやすい性格でもある。父は警察官。
ローズ・ラビアン（Rose Lavillant） / ピゲーラ（Pigella）
声：本多真梨子（シーズン1〜シーズン5）→不明
ブタのミラキュラスの所持者。エピソード86で前向きに考えることで、ブタのミラキュラスの所持者になった。優しく純粋で夢見がちな性格でスーパーヴィランにその優しさに付け込まれたこともある。
アリ王子という異国の王族に憧れており手紙を出したこともある。
ローズにしか見えないユニコーンのリリがいる。エピソード74でのかけでアリックスにユニコーンのぬいぐるみをとられた。
バンド「キティーセクション」ではボーカル担当。
「秘密の庭作戦」におけるコードネームは「チューリップ」。

### クワミ（妖精）
ティッキー（Tikki）
声：長縄まりあ
マリネット、アドリアン、アルヤ、ジャンヌダルクなどに不思議な力を与えたテントウムシのクワミで別名創造のクワミ。賢くて前向きな性格で、マリネットのことが大好き。とても美味しいお菓子の匂いを嗅いだり食べたりすると、満足するまでそれを食べ尽くす空腹状態になり、その状態で変身しても変身者が空腹状態になる。
プラッグからは「シュガーちゃん」と呼ばれている。
公式ゲームアプリでも登場する。
アクアティッキー（Aqua Tikki）
緑色のミラキュラスポーションを取り込んだティッキー。
スタラックティッキー（Stalac Tikki）
青色のミラキュラスポーションを取り込んだティッキー。
プラッグ（Plagg）
声：高坂宙
アドリアン、マリネット、ゾーイに不思議な力を与えた猫のクワミで別名「破壊のクワミ」。お気楽で面倒くさがりな性格。ピアノを弾くことができる。大好物はカマンベールチーズ。
公式ゲームアプリでも登場する。
アクアプラッグ（Aqua Plagg）
緑色のミラキュラスポーションを取り込んだプラッグ。
プラッググレイシャー（Plagg Glacier）
青色のミラキュラスポーションを取り込んだプラッグ。
トリックス（Trixx）
声：小堀幸
アルヤに不思議な力を与えたキツネのクワミ。
公式ゲームアプリでも登場する。
ウェイズ（Wayzz）
声：駒田航
ニノ、マスター・フーに不思議な力を与えた亀のクワミ。
公式ゲームアプリでも登場する。
ポレン（Pollen）
声：有賀由樹子
クロエ、ゾーイに不思議な力を与えた蜂のクワミ。クロエとゾーイのことを「マイ・クイーン」と呼ぶ。
公式ゲームアプリでも登場する。
ヌールー（Nooroo）
声：本多真梨子
ガブリエルに不思議な力を与えた蝶のクワミ。ティッキーやプラッグたちに救出されたがる。ガブリエルのことを「ご主人様」と呼ぶが、彼の悪事に否定的な考えを持っている。
ドゥーズー（Duusu）
声：大津愛理
ナタリー、ガブリエル、フェリックス、幼い頃のマスター・フー、エミリーに不思議な力を与えたピーコックのクワミ。ヌールーの親友。喜んだり泣いたりと情緒不安定。変身した後は疲れた様子をみせるクワミたちだが、ドゥーズーは疲れている様子はない。ミラキュラスが壊れていた間のことはあまり覚えていない。
ミュロ（Mullo）
ミレーヌ、マリネットに不思議な力を与えたネズミのクワミ。
驚かせるのが好きで、ミレーヌと初めて出会った時ミレーヌを驚かせていた。
ストンプ（Stompp）
イバンに不思議な力を与えた水牛のクワミ。
ロア（Roaar）
ジュレカに不思議な力を与えたトラのクワミ。
熱血な性格で、ジュレカと初めて出会った時ジュレカにロアを吹き飛ばすほどの大声を出させていた。
フラッフ（Fluff）
声：川上彩
アリックスに不思議な力を与えたウサギのクワミ。
不思議ちゃんのような性格。
公式ゲームアプリでも登場する。
ロン（Longg）
声：野川雅史
カガミに不思議な力を与えた龍のクワミ。
公式ゲームアプリでも登場する。
サス（Sass）
声：福西勝也
ルカ、アドリアンに不思議な力を与えたヘビのクワミ。
真面目な性格でクワミのまとめ役のような存在。
公式ゲームアプリでも登場する。
カルキー（Kaalki）
声：大津愛理
マックスに不思議な力を与えたウマのクワミ。
意識高い系と言われるような性格で、マックスと初めて出会った時マックスの学歴を気にしていた。
公式ゲームアプリでも登場する。
ジギー（Ziggy）
声：森優子
ナタニエルに不思議な力を与えたヤギのクワミ。好きな物は格好いい人、音楽。
サピュー（Xuppu）
声：塙英子
キムに不思議な力を与えたサルのクワミ。
お調子者な性格でキムと初めて出会った時キムと言い争いをしていた
公式ゲームアプリでも登場する。
オリッコ（Orikko）
マークに不思議な力を与えたニワトリのクワミ。
バーク（Barkk）
サブリナ、フェリックス、アリックスに不思議な力を与えたイヌのクワミ。
慎重な性格で他のクワミたちがマスターフーと会いたがった際に一人で残ったりした。
デイジー（仏・Daizzi / Daisy）
ローズに不思議な力を与えたブタのクワミ。
リリー（Liiri）
ジェスに不思議な力を与えた鷲のクワミ。自称自由のクワミ。「ニューヨーク ユナイテッド・ヒーローズ」のみ登場。
メイ・シー（Mei Shi）
声：山岸治雄
フェイに不思議な力を与えたプロディジャスの守護獣兼ライオンのクワミ。プロディジャスを手にしたフェイに試練を与えた。フェイやウーが護ってきた洞窟の奥に眠っている。

### マリネット（レディバグ）に深く関わる人物 / スーパーヒーロー
マスター・チャン・フー（Master Wang Fu） / ジェイドタートル（Jade Turtle）
声：宮本誉之
赤のアロハシャツに身を包んだ186歳の老人。マリネットとアドリアンにミラキュラスを与えた人物。ミラキュラスの「ガーディアン」とも呼ばれている。
シーズン3まで亀のミラキュラスの永久所持者で亀のクワミであるウェイズを従えている。
中華風のマッサージサロンを経営しており、ティッキーが病気になった時は彼が治療した。
レディバグが他のヒーローのミラキュラスを受け取りに彼のもとに来た際、変身を解くのを忘れるという痛恨のミスのせいでホーク・モスに居場所を知られてしまった。さらにはマユラのセンチモンスターに襲われ、満身創痍になってしまう。その際、ガーディアンとしての立場をレディバグに継承し、その代償として記憶を失った。
スー・ハン（Su-Han）
ミラキュラスのグランドマスター（天のガーディアンとも呼ばれる）。マスター・フーが寺院からミラクルボックスを持ち出す前は、彼が管理していた。マリネットがレディバグであることを知っている。
ガーディアンの規則に非常に詳しく、頑固。マスター・フーに対し、ガーディアンとしての修業を碌に積めていない未熟者と見做している。
子供である現ガーディアンのマリネットはガーディアンに相応しくないと考えており、ミラキュラスボックスを奪還し成人のガーディアンを再指名しようと考えている。
ガーディアンとしての不測の事態に備えて武術の腕を鍛えており、レディバグ・シャノワール2人を同時に相手しても互角以上に渡り合った。

### 敵
ガブリエル・アグレスト（Gabriel Agreste） / ホーク・モス/シャドウモス/モナーク（仏・Le Papillon / Papillombre / Monarque / Hawk Moth / Shadow Moth / Monark）
声：藤井隼
アドリアンの父。蝶のミラキュラスの所持者でシーズン4からピーコックのミラキュラスの所持者にもなる。表向きは有名なファッションデザイナーで「ガブリエル」というブランドの社長。冷酷で完璧主義、頑固な性格。
1年前に妻（アドリアンの母）、エミリーが亡くなって（表向きは失踪して）から人が変わってしまったらしい。アドリアンに対しては異常なほど過保護で、学校への入学を反対しほぼ軟禁状態にするなどしており、彼を孤独に追いやった張本人である。ミラキュラスに強く執着しているが、アドリアンが危険な状況に陥った場合はミラキュラスよりもアドリアンの安全を優先する。
シーズン4最終話（104話 - ストライクバック）にてピーコックのミラキュラスと引き換えに結婚指輪とテントウムシのミラキュラスと黒猫のミラキュラス、ピーコックのミラキュラスを除く全てのミラキュラスを手に入れた。⇒モナークへと姿を変えた。
公式ゲームアプリでも登場する。
シーズン5第1話（105話 - エボリューション）にて、ウサギのミラキュラスを使ってエミリーを、並びにナタリーを救わずレディバグと戦うことを選択したことによりナタリーに愛想を尽かされた。
ナタリー・サンクール（Nathalie Sancoeur） / マユラ（Mayura）
声：櫻庭有紗
ガブリエルの秘書にして、アドリアンの世話兼教育係。ホークモスの正体を知る人物の一人。シーズン3までピーコックのミラキュラスの所持者だったが、彼女の体調不良が悪化し、ガブリエルへと引き継がれた。だが今でもたまにこのミラキュラスで変身する時もある。ガブリエルに対し非常に忠実で、不測の事態には融通を利かせることもある。ガブリエルのためなら自己を犠牲にすることを厭わない。直接的な表現はないが、ガブリエルに対して特別な感情を抱いているように受け取れる描写が度々見られる。パニッシャートリオを相手に互角の戦いをしたこともある。
シーズン5第1話にて、ウサギのミラキュラスを使ってエミリーを、そしてナタリーを救うことを選ばずレディバグを倒すことを選択したガブリエルを狂っていると表現し、愛想を尽かした。
フェリックス・ファゾム（Félix Fathom） / アルゴス（Argos）
声：逢坂良太
アドリアンの従兄弟。現在のピーコックのミラキュラスの所持者。髪型や服装を変えることでアドリアンと見分けがつかなくなる。父親、コルトを亡くしている。
アドリアンのスマホ（一時的）、ガブリエルの結婚指輪を盗んだ。
クロエとも昔から交流があるらしい。
生身の人間だが戦闘能力は非常に高く、パニッシャートリオが同時に攻撃しても全く歯が立たず、レディー・ワイファイの一瞬の隙をついてタブレットを奪っている。
シーズン4最終話にて、フレアミダブルとして、犬のミラキュラスの技、「フェッチ」を隙をついてテントウムシのミラキュラスの武器、ヨーヨーを利用し、テントウムシのミラキュラスと猫のミラキュラスを除く、全てのミラキュラスをガブリエルに手に入れさせ、結婚指輪と引き換えにピーコックのミラキュラスを手に入れた。
センチモンスターに対して愛着を持っており、無闇に産み出し消滅させることを嫌う。
リラ・ロッシ（Lila Rossi） / セリーズ
声：北原沙弥香
イタリア人。マリネットたちの同級生。シーズン1最終話で、マリネットたちのクラスに転校してきた。自らの様々な出来事を話しては皆から好感を持たれ、信頼を得ているが、その内容のほとんどは嘘という虚言癖の持ち主。嘘が通じないマリネットのことを極端に嫌っている。自らの嘘を強烈に否定したレディバグを逆恨みしている。シーズン5第21話まで、モナークとは協力関係である。
嘘の力によってアクマタイズされ、嘘の力でアクマタイズを解除した。
長髪は実は鬘で、短髪で女優のセリーズという姿を持っておりなんらかの方法でリラとセリーズ、二人同時に学校に所属している。

### カレッジ・フランソワ・デュポン
マリネットたちが通っている学校。
リラ・ロッシ（Lila Rossi）
声：北原沙弥香
イタリア人。マリネットたちの同級生。
オーロラ・ボレアール（Aurore Beauréal）
声：森永理科
カレッジの生徒。ゾーイの親友。お天気ガールのオーディションでミレイユに負けており、それをホーク・モスに漬け込まれる羽目になった。
ミレイユ・カケー（Mireille Caquet）
カレッジの生徒。お天気ガール。オーロラに嫉妬されている。
カーリン・バスティエ（Caline Bustier）
マリネットたちのクラスの担任。文学、言語を教えている。優しくしっかりした指導をする先生であり、生徒たちからは慕われている。妊娠していて検査があったため、フレンドシップ・ウィークには不参加。
アクマに一時的に抵抗できたこともある。
メンデレイエフ（Ms.Mendeleiev）
カレッジの先生。数学、物理、科学を教えている。頑固で他人に厳しいが、ゴミをポイ捨てしたり自分への意見には聞く耳を持たなかったりするなど、身勝手な一面もある。クワミの存在を知っている。ニューヨークへ行けないバスティエの代わりにフレンドシップ・ウィークに参加する。
アルマン・ダルジャンクール（Armand D'Argencourt）
カレッジの先生。体育とフェンシングを教えている。フェンシングのクラブを運営している。
ダモクレス校長（M. Damoclès）
声：拝真之介
カレッジの校長。クロエ親子の権力に従ってしまうことがしばしばあるが、内心ヒーローに憧れており、人目を盗んでは「ザ・オウル（ミスター・オウル）」に扮し、ヒーロー活動を行っている。
クロエとリラによって皆の進路がめちゃくちゃになった際、アクマタイズされかけるもパワーアップしたマジカルチャームによって防がれ、その後市長の脅しを無視し皆の進路を再提出させて学校を去った。

### 家族

#### メインキャラクターの家族

##### マリネットの家族
トム・デュパン（Tom Dupain）
声：蓮岳大
マリネットの父親。パン屋「トム・アンド・サビーヌ・ブーランジェリー・パティスリー」を経営している。店はかなりの人気店でアリックスの父に「パリで一番美味しいパン屋」と言われるほど。子煩悩で優しいが、マリネットが間違ったことをした時にはきちんと叱る性格。
サビーヌ・チェン（Sabine Cheng）
声：塙英子
マリネットの母親。中国系。夫のトムとともにパン屋を営んでいる。
ジーナ・デュパン（Gina Dupain）
声：伊倉一恵
マリネットの父方の祖母。マリネットのことをマリネッタと呼んでいる。
ローラン・デュパン（Rolland Dupain）
マリネットの父方の祖父。古き伝統を大切にしており、新しいものを受け入れない頑固者。そのせいで、息子のトムやサビーヌとは長い間顔を合わせていなかった。
ワン・チェン（Wang Cheng）
マリネットのおじ。有名な中国人シェフ。

##### アドリアンの家族
ガブリエル・アグレスト（Gabriel Agreste）/ ホーク・モス / シャドウモス / モナーク（仏・Le Papillon / Papillombre / Hawk Moth / Shadow Moth / Monark）
声：藤井隼
アドリアンの父親。有名なファッションデザイナー。
エミリー・アグレスト（Emilie Agreste）
アドリアンの母。アグレスト邸の地下で深い眠りについている。
詳細は不明だがかつてピーコックのミラキュラスを使用し、そのせいで深い眠りについた。
ナタリー・サンクール（Nathalie Sancoeur） / マユラ（Mayura）
声：櫻庭有紗
ガブリエルの秘書。
アドリアンのボディガード（Adrien's bodyguard）
アドリアンの護衛を務める、筋骨隆々の男性。運転手も兼務する。無口で無愛想だが、仕事をしっかりこなす真面目な人物。その立場から、様々な方面から振り回されることが多い。作中では本名は明かされておらず、通称や字幕ではゴリラ（The Gorilla）。
ニューヨーク編にて飛行機が苦手ということ、上海編でヒーローフィギュアが好物ということが判明。
フェリックス・ファゾム（Félix Fathom）
アドリアンの従兄弟。
アメリ・ファゾム（Amelie Fathom）
フェリックスの母親。旧姓「グラハム・デ・ヴァニリー（Graham de Vanily）」。エミリーの双子の妹でアドリアンの叔母。

##### アルヤの家族
オーティス・セザール（Otis Césaire）
アルヤの父親。動物園に勤務している姿が描写されている。
マルレナ・セザール（Marlena Césaire）
アルヤの母親。
ノラ・セザール（Nora Césaire）
アルヤの姉。格闘技に精通しており腕っぷしが強い。
エラ・セザール（Ella Césaire）
アルヤの双子の妹。
エタ・セザール（Etta Césaire）
アルヤの双子の妹。

##### ニノの家族
クリス・ラヒフ（Chris Lahiffe）
声： 内藤有海 / 岩崎諒太（青年時代）
ニノの弟。

##### クロエとゾーイの家族
アンドレ・ブルジョワ（André Bourgeois）
声：佐々健太
クロエの父親で、ゾーイの義父親。パリ21区区長。基本的には優しい性格だが恨みを買うことも多く、度々命を狙われレディバグたちに助けられている。時々、クロエを叱ることもあるが、最終的には彼女のわがままに付き合わされ職権を濫用することが多い。クロエやオードリーの高圧的な態度には頭が上がらず家族の中では肩身の狭い思いをしているが、ゾーイのことは気にかけており深い愛情と優しさをもって接している。
オードリー・ブルジョワ（Audrey Bourgeois）
声：よのひかり
クロエとゾーイの母親。「ファッションの女王」と呼ばれている。高慢で、気に入らない点があると身内・他人にかかわらず「あなたはクビ」といいつける。クロエの性格は彼女譲り。しかしファッションに関しては辛口ながらも公平に見ている。
若かりし頃のガブリエルの才能を見出し、彼を成功へと導いた。
バトラー・ジャン（Butler Jean）
ブルジョワ家の執事。クロエによく名前を間違えられたり、クロエが原因でアクマタイズの餌食にされたりと不遇ではあるが、クロエには愛情を以て接している。
ミスター・カドリー
クロエが昔から懐いているクマの人形。
クロエが不機嫌な時でもこの人形を前にすると怒りが収まってしまう。バトラー・ジャンがクロエに何かを説きたい際にはこの人形を使って話すことが多く、クロエもこの人形を前にするとしぶしぶ言うことを聞いてしまう。

#### 準メインキャラクターの家族・関係者
フレッド・アプレール（Fred Haprèle）
ミレーヌの父親。パントマイムのパフォーマー。
ジャゲッド・ストーン（Jagged Stone）
声：荒井勇樹
ジュレカとルカの父親。
ワニを飼っており、絶大な人気を誇るロックシンガー兼ギタリスト。自分のスタイルに並々ならぬこだわりがあり、それを譲ることはない。
マリネットにメガネやアルバムジャケットをデザインしてもらったことから、彼女を気に入っている。マリネットも彼のファンである。
アナルカ・クーフェン（Anarka Couffaine）
ジュレカとルカの母親。
ミスター・クデル（Mr. Kubdel）
アリックスの父親。ルーブル美術館の歴史学者。
アリックスがバニックスとなることを知っており、シーズン5第1話にてアリックスを喜んで時間旅行へと送り出した。
時間旅行中のアリックスから度々手紙が送られている。
ジャリル・クデル（Jalil Kubdel）
アリックスの兄。主にエジプトが専門の考古学者。
剣城 巴（Tomoe Tsurugi / カナ表記：ツルギ・トモエ）
鏡の母親。フェンシングのワールドチャンピオン。盲目なので杖として竹刀を使用している。モナークの協力者の一人。
クローディ・カンテ（Claudie Kanté）
マックスの母親。
マルコフ（Markov）
マックスの親友。マックスが制作した自己学習AIを搭載した小型のロボット。
ロジャー・レンコンプリ（Lieutenant Roger Raincomprix）
サブリナの父親。警察官であり正義感が強いが、その正義感ゆえに空回ることも多く、逆恨みされスーパーヴィランに命を狙われたり、罠にはめられたシャノワールを犯人だと勘違いし閉じ込めたこともある。モットーは「罪が証明されるまでどの人も皆無罪」。

#### その他の家族
コルト・ファゾム（Colt Fathom）
フェリックスの父親。アメリカの大富豪であったらしい。一年前に亡くなっている。
アメリ・ファゾム（Amelie Fathom）
フェリックスの母親。
ミセス・ロッシ（Mrs.Rossi）
リラの母親。大使館に勤めている。リラの嘘を信じているため、騙されていることに気づいていない。
ナディア・シャマック（Nadja Chamack）
マノンの母親。テレビ局で働いており、普段はニュース番組の司会やリポーターを務めている。
マノン・シャマック（Manon Chamack）
声：小堀幸
ナディアの娘。ナディアの頼みで、よくマリネットやアルヤが面倒をみている。
ボブ・ロス（Bob Roth）
XYの父親。ジャケットのプロデューサーであり、「ボブ・ロス レコード」のオーナー。決して敵ではないのだが、強引な性格でそれがアクマタイズの原因になることもある。またその性格で、自分の思い通りにするためには不正なことをしたり、ヴィランに脅されたときに自分を守るためにレディバグを盾にしたり、XYには他の歌手のアイデアを盗むことを許していたりと身勝手な一面もある。
XY
ボブの息子。本名は「ザビエル＝イヴ・ロス（Xavier-Yves Roth）」。有名なポップスターであり、ジャケットのライバルで、クロエのお気に入りの歌手。うぬぼれが強く、失礼な性格で、レディバグやシャノワールから警告を受けても真剣に受け取らないほどである。
オーガスト（August）
声：長縄まりあ
キャンディーを欲しがる赤ちゃん。
オーガストの母親（August mother’s）
クエンティン（Quentin）
クエンティンの母親（Quentin's mother）
フロギー（Froggy）
エピソード103 - エピソード104にかけて「リスク」にアクマタイズされた男の子。
フロギーの両親（Froggy parents）

### 主要人物・その他の恋人
オンディーヌ（Ondine）
声：有賀由樹子
キムと同じプールに通っている少女。キムに恋している。
アリ王子（Ali）
とある一件以降、ローズと親密な仲になる。
マリアンヌ
マスター・フーの愛する人。元・スーパーヒーロー。
昔、マスター・フーとミラクルボックスを何者かに狙われて追われていた時に今生の別れとなった後、パリのとある場所でマスター・フーを待ち続けていた。
その後、ガーディアンをマリネットに継承し、記憶の無くなったマスター・フーを迎え入れる。

### その他の登場人物
トーマス・アストリュック（Thomas Astruc）
アニメや映画などの監督を務める男性。本作品の原作者、アストリュック自身がモデルとなっている。
テオ・バーボット（Théo Barbot）
声：丸山智行
レディバグとシャノワールのブロンズ像を作ることができる芸術家であり、彫刻家でもある。
アレック・ カタディ（Alec Cataldi）
声：矢野正明
陽気な口調で様々な番組のMCを務める男性。決して敵ではないのだが、パフォーマンスによるキツイ言動が度々あり、それがアクマタイズの原因やトドメになることも。
ウィッシュメーカーにアクマタイズされた際、皆を幸せにしたいという自分の気持ちに正直に向き合うようになった。
ザミエル・ ラミエル（Xavier Ramier）
公園などでハトに餌をあげるのが日課の男性。そのせいで72回もアクマタイズされている。
ウェイム（Wayhem）
アドリアンの大ファンでアドリアンに強く憧れている少年。顔つきも背格好もアドリアンによく似ていて、ホーク・モスの目くらましに使われたこともある。
アンドレ・グラシエ（André Glacier）
アイスクリーム屋を営んでいる男性。カップルに合ったフレーバーのアイスを提供することを信条としている。普段はやさしい人物だが、前述のこだわりが強すぎるあまりに何度もアクマタイズされている。
サイモン・グリモール（仏・Jaques Grimault / Simon Grimault）
催眠術師であり、マジシャンでもある。カードを用いて催眠術をかけることができるらしい。
ジャン・トレティエンス（Jean Tretiens）
衛生管理者。広場の噴水でマリネットとアドリアンのツーショットを撮影し、すぐにこの2人がカップルだと思い込み、SNSに投稿してしまうなど、注意散漫な一面もある。
ヘッセンピー（Hessenpy）
消防隊の隊長。
ペニー・ローリング（Penny Rolling）
ジャケットのエージェント。
ヴィンセント・アザ（Vincent Aza）
ジャケットのファン。ジャケットの写真を撮るのが好物。
サラ（Sarah）
パリでウェイターやメイドとして、さまざまな場所で働いたりする女性。ル・グラン・パリのメイド、エッフェル塔にあるシーフードレストランで働くいたりしている。「ガブリエル・アグレスト」ではアグレスト邸でイベントのための荷揚げをした。
アルレット（Arlette）
テレビ局で働くナディアのボス的な存在。
クララ・コンタード（Clara Contard）
テレビのニュースリポーター。
クララ・ナイチンゲール（仏・Clara Rossignol / Clara Nightingale）
声：大津愛理
独特なスタイルで人気の歌手。常に踊らずにはいられないらしい。
フィリップ（Philippe）
熱狂的なアイススケーター。スケートリンクを自分の生活の場と考えており、レッスンの宣伝にも余念がない。
サンタクロースにクリスマスを早く迎えられるよう説得するなど、欲しいものがあるときは説得力がある。
青い髪の男の子
エピソード49でサンドボーイにアクマタイズされた男の子。
名前は公表されていない。
ヴェロニカ（Véronique）
ミュゼ・グレヴァンで勤務している女性。アクマに一時的に抵抗できたこともある。
アンヌ＝ジャンヌ・テオクサンヌ・デュ・ボックァル（Anne-Jeanne Théoxanne du Bocquale）
科学者。恐竜をこよなく愛する。
ハリー・クラウン（Harry Clown）
グランパレでタレントショーを行っている有名なコメディアン。
チケットインスペクターの男性（Ticket Inspector）
パリの地元交通機関の社員で、切符売り場係。
決して敵ではないのだが、権力の乱用や恥さらしを好み、移民や他の人種に対して外国人嫌いで人種差別主義者で、それがアクマタイズの原因になることもある。
リズム（Rythm）
貯金をはたいて黒猫を飼っている女の子。
「クロネコ」では、飼っている黒猫を失って動揺し、シャドウモスが招き猫のようなセンチモンスターを出現させてしまった。
ディディエ・ルスタン（Didier Roustan）
フランスのスポーツジャーナリスト。「ペナルチーム」ではマリネットたちのクラスとサッカーの体験学習をした。
ソクリーヌ・ワン（Socqueline Wang）
マリネットの元クラスメイト。現在は、コレージュ・クロード・モネという学校に通っている。家族が営む美術工芸品店を手伝ったりしている。眼鏡をかけているが、見た目が2D版の方も、現在の3D版のマリネットの方、どちらも似ている。
バードランド・キング
パリのプラスチック製品を取りまとめる通称プラスチックのキング。自分が儲かるためならば環境はどうでもよいという考えをしており、口癖は「プラスチックはファンタスティック」。

### ニューヨーク ユナイテッド・ヒーローズ

#### メインキャラクター
ジェス・ケインズ（Jessica Keynes） / スパロウ（Sparrow）
イーグル（Eagle）
声︰村中知（ジェス） / 新祐樹（スパロウ）
アメリカのスーパーヒーローで鷲のミラキュラスの永久所持者。ギターやスケートボードが得意。
イオン（Aeon） / アンキャニー・バリー（Uncanny Valley）
声︰松本沙羅
アメリカのスーパーヒーロー。人の姿をしているが実はロボット。人助けするようにプログラムされている。
リリー（Liiri）
ジェスに不思議な力を与えた鷲のクワミ。

#### サブキャラクター
バーバラ・ケインズ（Barbara Keynes） / ナイトオウル（Knightowl）
アメリカのスーパーヒーロー。ジェスの母であり、スパロウの相棒。オリンピアとはレズビアンカップルの関係。
オリンピア・ヒル（Olympia Hill） / マジェスティア（Majestia）
アメリカのスーパーヒーロー。イオンの母(開発者)。どんな物でも壊せる力がある。バーバラとはレズビアンカップルの関係。
ディーン・ゲート（Dean Gate） / ドアマン（Doorman）
アメリカのスーパーヒーロー。先生。ドアからテレポーテーションする力があり、どこへでも行くことができる。
カミラ・ホンビー（Camilla Hombee） / ビクトリー（Victory）
アメリカのスーパーヒーロー。大統領。
スノーフレーク（Snowflake）
アメリカのスーパーヒーロー。氷を生成することができる。スーパーヒーロー名のみ公表されている。
ハリケーン（Hurricane）
アメリカのスーパーヒーロー。天候をコントロールすることができる。スーパーヒーロー名のみ公表されている。
マーキュリー（Mercury）
アメリカのスーパーヒーロー。電気を使ったスーパースピードを持っている。スーパーヒーロー名のみ公表されている。
スティング（Sting）
アメリカのスーパーヒーロー。空を飛ぶことができ、武器のスティンガーを持っている。スーパーヒーロー名のみ公表されている。
トーン（Thorn）
アメリカのスーパーヒーロー。大きな植物を育て、操る力を持っている。スーパーヒーロー名のみ公表されている。
エージェント・レッド（Agent Red）
アメリカのスーパーヒーロー。スーパーヒーロー名のみ公表されている。
エージェント・ブルー（Agent Blue）
アメリカのスーパーヒーロー。スーパーヒーロー名のみ公表されている。
エージェント・イエロー（Agent Yellow）
アメリカのスーパーヒーロー。スーパーヒーロー名のみ公表されている。
モンク（Monk）
ネイティブアメリカンのミラクルボックスの所有者。ガーディアンズ・オーダーのメンバーでもある。
マイク・ロチップ (Mike Rochip)

### 上海 レジェンド・オブ・レディドラゴン

#### メインキャラクター
フェイ・ウー / レンレン（英語だとレディドラゴン）（Ladydragon）
声：内藤有海
上海のスーパーヒーロー。カンフーの使い手で、ウーの弟子であり義理の娘。獅子のミラキュラスとプロディジャスの所持者。守護獣を前にしてプロディジャスを身につけ、スーパーヒーロー・レンレンになりレディバグたちとともに戦う。
生まれてすぐにウーの道場の前に捨てられていたところをウーに拾われ、弟子兼義理の娘として育てられる。
ウーの死後、ウーの形見のブレスレットを何者かに盗まれてしまう。
マリネットの持ち物をすった犯人であり、それは盗んだ物を質に入れるのと引き換えにウーの道場を壊した犯人を知るためであった。
メイ・シー（Mei Shi）
声：山岸治雄
フェイに不思議な力を与えた守護獣兼ライオンのクワミ。

#### サブキャラクター
ウー（Wu）
オープニングのみ登場。フェイの義父であり師匠。
かつてはあるミラキュラスが眠る地に道場を構え、それを次の月食まで守ることを使命としていた。しかし、道場の地を狙う何者かに弟子たちを唆されてしまい、ついには殺害されて道場を壊されてしまう。
キャッシュ（Cash）
声：岡哲也
上海で質屋を営む中年男性。
フェイが度々盗みで手に入れたものを買い取っている。マリネットより盗んだものは二束三文で買い叩こうとしたが、マリネットが必死で探しているのを知ると、不当に金額を釣り上げた。
非常に金にがめつい性格をしており、市場の法則こそ大事、金こそ史上という考え方としている。

## 各話リスト
サブタイトルは一部を除くスーパーヴィランやセンチモンスターの名前。話数はそれぞれ 異なる場合が多い。話数が空白のところは判明していないと示す。

### シーズン1
| 日本話数 （DCH-JPN） | 日本話数 （Disney＋） | フランス話数 （TF1） | フランス話数 （DCH-FRA） | 公式話数 （Official） | サブタイトル （日本語版）                       |
| -------------------- | --------------------- | -------------------- | ------------------------ | --------------------- | ----------------------------------------------- |
| 1                    | 1                     | 1                    | 1                        | 1                     | ストーミーウェザー                              |
| 2                    | 2                     | 2                    | 2                        | 9                     | バブラー                                        |
| 3                    | 13                    | 9                    | 3                        | 8                     | コピーキャット                                  |
| 4                    | 3                     | 5                    | 4                        | 16                    | タイムブレイカー                                |
| 5                    | 4                     | 3                    | 5                        | 15                    | ファラオ                                        |
| 6                    | 5                     | 6                    | 6                        | 6                     | ミスター・ピジョン                              |
| 7                    | 6                     | 4                    | 7                        | 3                     | レディー・ワイファイ                            |
| 8                    | 7                     | 7                    | 8                        | 2                     | イラストレーター                                |
| 9                    | 8                     | 8                    | 9                        | 11                    | ロジャーコップ                                  |
| 10                   | 9                     | 11                   | 10                       | 17                    | ホリフィケーター                                |
| 11                   | 10                    | 10                   | 11                       | 5                     | ダーク・キューピッド                            |
| 12                   | 11                    | 25                   | 25                       | 22                    | レディバグとシャノワール（オリジン（パート1）） |
| 13                   | 12                    | 26                   | 17                       | 23                    | ストーンハート（オリジン（パート2））           |
| 14                   | 14                    | 13                   | 13                       | 19                    | マイム                                          |
| 15                   | 15                    | 22                   | 15                       | 4                     | プリンセス・フレグランス                        |
| 16                   | 16                    | 12                   | 12                       | 14                    | ダークブレード                                  |
| 17                   | 17                    | 16                   | 18                       | 13                    | アニマン                                        |
| 18                   | 18                    | 23                   | 20                       | 10                    | サイモン・セッズ                                |
| 19                   | 19                    | 21                   | 23                       | 7                     | ピクセラトール                                  |
| 20                   | 20                    | 20                   | 21                       | 20                    | ギター・ヴィラン                                |
| 21                   | 25                    | 14                   | 14                       | 25                    | カン・フード                                    |
| 22                   | 21                    | 15                   | 16                       | 12                    | ゲーマー                                        |
| 23                   | 22                    | 19                   | 22                       | 21                    | リフレクタ                                      |
| 24                   | 23                    | 18                   | 19                       | 18                    | パペッター                                      |
| 25                   | 24                    | 17                   | 24                       | 24                    | アンチバグ                                      |
| 26                   | 26                    | 24                   | 26                       | 26                    | ヴォルピーナ                                    |

### シーズン2
| 日本&フランス話数 （ディズニー・チャンネル） | 日本語話数 （Disney＋） | フランス話数 （TF1） | 公式話数 （Official） | サブタイトル （日本語版）                           |
| -------------------------------------------- | ----------------------- | -------------------- | --------------------- | --------------------------------------------------- |
| 27                                           | 27                      | 28                   | 27                    | コレクター                                          |
| 28                                           | 28                      | 30                   | 28                    | プライム・クイーン                                  |
| 29                                           | 29                      | 36                   | 29                    | グラシエーター                                      |
| 30                                           | 30                      | 29                   | 30                    | ディスペア・ベア                                    |
| 31                                           | 31                      | 43                   | 31                    | トラブルメーカー                                    |
| 32                                           | 32                      | 34                   | 32                    | ジャイガンタイタン                                  |
| 33                                           | 33                      | 32                   | 33                    | リポスト                                            |
| 34                                           | 34                      | 31                   | 34                    | ベファーナ                                          |
| 35                                           | 35                      | 42                   | 35                    | フライトニンゲール                                  |
| 36                                           | 36                      | 38                   | 36                    | ゴリジラ                                            |
| 37                                           | 37                      | 33                   | 37                    | ロボスタス                                          |
| 38                                           | 38                      | 37                   | 38                    | サポティス                                          |
| 39                                           | 40                      | 35                   | 39                    | ダーク・オウル                                      |
| 40                                           | 39                      | 41                   | 40                    | サイレン                                            |
| 41                                           | 41                      | 40                   | 41                    | ゾンビズー                                          |
| 42                                           | 42                      | 39                   | 42                    | キャプテン・ハードロック                            |
| 43                                           | 43                      | 47                   | 43                    | フローザー                                          |
| 44                                           | 45                      | 48                   | 44                    | スタイル・クイーン（クイーンズ・バトル（パート1）） |
| 45                                           | 46                      | 49                   | 45                    | クイーンワスプ（クイーンズ・バトル（パート2））     |
| 46                                           | 44                      | 46                   | 46                    | リバーサー                                          |
| 47                                           | 48                      | 44                   | 47                    | アナンシ                                            |
| 48                                           | 47                      | 50                   | 48                    | マレディクテーター                                  |
| 49                                           | 49                      | 45                   | 49                    | サンドボーイ                                        |
| 50                                           | 50                      | 51                   | 50                    | カタリスト（ヒーローズ・デー（パート1））           |
| 51                                           | 51                      | 52                   | 51                    | マユラ（ヒーローズ・デー（パート2））               |
| 52                                           | 52                      | 27                   | 52                    | サンタクロウズ                                      |

### シーズン3
| 日本話数 （DCH-JPN） | 日本語話数 （Disney＋） | フランス話数 （TF1） | 公式話数 （Official） | サブタイトル （日本語版）                                     |
| -------------------- | ----------------------- | -------------------- | --------------------- | ------------------------------------------------------------- |
| 53                   | 53                      | 55                   | 53                    | カメレオン                                                    |
| 54                   | 54                      | 56                   | 54                    | アニマエストロ                                                |
| 55                   | 55                      | 57                   | 55                    | ベーカリックス                                                |
| 56                   | 56                      | 53                   | 56                    | バックワーダー                                                |
| 57                   | 57                      | 61                   | 57                    | リフレクドール                                                |
| 58                   | 58                      | 54                   | 58                    | ウェアダッド                                                  |
| 59                   | 59                      | 58                   | 59                    | サイレンサー                                                  |
| 60                   | 60                      | 62                   | 60                    | オニチャン                                                    |
| 61                   | 61                      | 63                   | 61                    | ミラキュラー                                                  |
| 62                   | 62                      | 59                   | 62                    | オブリビオ                                                    |
| 63                   | 63                      | 65                   | 63                    | デスペラーダ                                                  |
| 64                   | 78                      | 76                   | 64                    | クリス・マスター                                              |
| 65                   | 64                      | 66                   | 65                    | スタートレイン                                                |
| 66                   | 65                      | 67                   | 66                    | クワミバスター                                                |
| 67                   | 66                      | 68                   | 67                    | フィースト                                                    |
| 68                   | 67                      | 72                   | 68                    | ゲーマー2.0                                                   |
| 69                   | 68                      | 60                   | 69                    | ストーミーウェザー2                                           |
| 70                   | 69                      | 69                   | 70                    | イカリゴゼン                                                  |
| 71                   | 70                      | 70                   | 71                    | タイムタガー                                                  |
| 72                   | 71                      | 71                   | 72                    | パーティー・クラッシャー                                      |
| 73                   | 72                      | 64                   | 73                    | パペッター2                                                   |
| 74                   | 73                      | 73                   | 74                    | キャット・ブラン                                              |
| 75                   | 74                      | 74                   | 75                    | フェリックス                                                  |
| 76                   | 75                      | 75                   | 76                    | レディバグ                                                    |
| 77                   | 76                      | 77                   | 77                    | ハートハンター（バトル・オブ・ザ・ミラキュラス（パート1））   |
| 78                   | 77                      | 78                   | 78                    | ミラクルクイーン（バトル・オブ・ザ・ミラキュラス（パート2）） |

### シーズン4
| 日本話数 （DCH-JPN） | 日本話数 （Disney＋） | フランス話数 （TF1） | 公式話数 （Official） | サブタイトル （日本語版）                                     |
| -------------------- | --------------------- | -------------------- | --------------------- | ------------------------------------------------------------- |
| 79                   | 79                    | 79                   | 79                    | トゥルース                                                    |
| 80                   | 80                    | 80                   | 80                    | ライズ                                                        |
| 81                   | 81                    | 81                   | 81                    | ギャング・オブ・シークレット                                  |
| 82                   | 82                    | 82                   | 82                    | ミスター・ピジョン72                                          |
| 83                   | 83                    | 83                   | 84                    | フューリアス ・フー                                           |
| 84                   | 84                    | 84                   | 85                    | ソール・クラッシャー                                          |
| 85                   | 85                    | 85                   | 86                    | クイーン・バナナ                                              |
| 86                   | 86                    | 86                   | 89                    | ギルトリップ                                                  |
| 87                   | 87                    | 88                   | 91                    | オプティガミ                                                  |
| 88                   | 88                    | 89                   | 92                    | センチバブラー                                                |
| 89                   | 89                    | 90                   | 95                    | ロケッティア                                                  |
| 90                   | 90                    | 92                   | 96                    | ウィッシュメーカー                                            |
| 91                   | 91                    | 91                   | 88                    | メガ・リーチ                                                  |
| 92                   | 94                    | 87                   | 90                    | クロコデュエル                                                |
| 93                   | 95                    | 95                   | 93                    | グラシエーター2                                               |
| 94                   | 97                    | 98                   | 87                    | ガブリエル・アグレスト                                        |
| 95                   | 96                    | 93                   | 94                    | ハックサン                                                    |
| 96                   | 99                    | 99                   | 83                    | サイコメディアン                                              |
| 97                   | 92                    | 94                   | 97                    | シンプルマン                                                  |
| 98                   | 100                   | 102                  | 98                    | チーリン                                                      |
| 99                   | 93                    | 96                   | 99                    | ディアレスト・ファミリー                                      |
| 100                  | 98                    | 97                   | 100                   | エフェメラル                                                  |
| 101                  | 101                   | 100                  | 101                   | クロネコ                                                      |
| 102                  | 102                   | 101                  | 102                   | ペナルティーム                                                |
| 103                  | 103                   | 103                  | 103                   | リスク（シャドウモス・ラスト・アタック（パート1））           |
| 104                  | 104                   | 104                  | 104                   | ストライクバック（シャドウモス・ラスト・アタック（パート2）） |

### シーズン5[注 22]
| 日本話数 （DCH-JPN） | 日本話数 （Disney＋） | フランス話数 （TF1） | 公式話数 （Official） | サブタイトル （日本語版）                         |
| -------------------- | --------------------- | -------------------- | --------------------- | ------------------------------------------------- |
| 105                  | 105                   | 105                  | 105                   | エボリューション                                  |
| 106                  | 106                   | 106                  | 106                   | マルチプリケーション                              |
| 107                  | 107                   | 107                  | 107                   | デストラクション                                  |
| 108                  | 108                   | 108                  | 108                   | ジュビレーション                                  |
| 109                  |                       | 111                  | 109                   | イリュージョン                                    |
| 110                  |                       | 109                  | 110                   | デターミネーション                                |
| 111                  |                       | 110                  | 111                   | パッション                                        |
| 112                  |                       | 111                  | 112                   | リユニオン                                        |
| 113                  |                       |                      | 113                   | イレーション                                      |
| 114                  |                       |                      | 114                   | トランスミッション（クワミたちの選択（パート1）） |
| 115                  |                       |                      | 115                   | デフラグレーション（クワミたちの選択（パート2）） |
| 116                  |                       |                      | 116                   | パーフェクション                                  |
| 117                  |                       |                      | 117                   | マイグレーション                                  |
| 118                  |                       |                      | 118                   | デリジョン                                        |
| 119                  |                       |                      | 119                   | イントゥイション                                  |
| 120                  |                       |                      | 120                   | プロテクション                                    |
| 121                  |                       |                      | 121                   | アドレイション                                    |
| 122                  |                       |                      | 122                   | エモーション                                      |
| 123                  |                       |                      | 123                   | プリテンション                                    |
| 124                  |                       |                      | 124                   | レベレーション                                    |
| 125                  |                       |                      | 125                   | コンフロンテーション                              |
| 126                  |                       |                      | 126                   | コルージョン                                      |
| 127                  |                       |                      | 127                   | レボリューション                                  |
| 128                  |                       |                      | 128                   | リプレゼンテーション                              |
| 129                  |                       |                      | 129                   | コンフォメーション（ザ・ラスト・デイ（パート1）） |
| 130                  |                       |                      | 130                   | リ・クリエーション（ザ・ラスト・デイ（パート2）） |
| 131                  |                       |                      | 131                   | アクション                                        |

## ミラキュラス・ワールド

### ニューヨーク編「ニューヨーク ユナイテッド・ヒーローズ」

#### あらすじ
ミラキュラス・ワールド第1作目。スーパーヒーローの街・ニューヨークで開かれるフランスとアメリカのフレンドシップ・ウィークにマリネットのクラスみんなが参加することになったが、アドリアンは父のガブリエルに反対されてパリに残ることに。ニューヨークに行くレディバグは留守の間シャノワールにパリを守るようお願いし、ニューヨークに行けないことを落胆しつつもシャノワールはレディバグの頼みを聞くことにした。一方で、友達としてアドリアンにも参加して欲しいと願うマリネットがクラスの代表としてガブリエルを説得しに行くと、すんなりと許可が下りアドリアンもニューヨークへ行くことに。その話を聞いたアドリアンは驚きつつもレディバグとの約束を気にし悩んだが、プラッグの助言でニューヨークに行くことを決意。そんな中、ニューヨークで展示されるミラキュラスを狙うためホークモスが世界中を巻き込む大事件を起こす。この危機にパリとアメリカのスーパーヒーローが協力して立ち向かうことに。

#### ユナイテッド・ヒーローズ
アメリカのスーパーヒーローはフランスとは違い、正体を必ずしも隠す必要はない。

### 上海編「上海 レジェンド・オブ・レディドラゴン」

#### あらすじ
ミラキュラス・ワールド第2作目。学校が休みに入り、充実した日々を過ごしていたマリネット。そんななかアドリアンが父親のガブリエルと一緒に上海ヘ向かったと知り、マリネットは母親から上海の親戚へ送るよう頼まれた贈り物を直接届けに行きたいと申し出る。ところが、上海に到着して間もなく、マリネットは持ち物をすられてしまう。ティッキーの入ったポシェットやミラキュラス のイヤリングまでも。途方に暮れるマリネットは、街中で一人の少女と出会う。

## 劇場アニメ

### ミラキュラス レディバグ&シャノワール:ザ・ムービー

#### あらすじ
少しドジの高校生マリネットは、パリで日々の学校生活を送っていた。マリネットの一日の楽しみは、憧れのアドリアンに会う瞬間。ある日、ミラキュラスを見つけたマリネットは、スーパーヒーロー、レディバグに変身する。そんなレディバグの前に現れたのは、もう一人のスーパーヒーロー、シャノワールだった。マリネットの知らないことは、シャノワールの正体はアドリアンであること。ホークモスが操るヴィランがパリに現れた時、レディバグとシャノワールは力を合わせなければならない。パリを救うため、2人は作戦に出る。パリのカタコンベからエッフェル塔の高さまで、忘れられない冒険が始まる。

## ミラキュラスの設定
イメージカラーが2色表示されている場合はミラキュラスの色とスーパーヒーローの色の順番か元々2色あることを示す（一色の場合はどちらも同じカラーであることを示す）。また、ミラキュラスを付けている場合に限りそのミラキュラスのクワミは強制的にミラキュラスの持ち主の指示に従うことになる。
また、個人技はクワミでも扱えるが扱うと副反応（クワミのティッキーの場合は、アイテムが大きすぎて周囲を破壊してしまうなど）が起きる。
英米名やアイテムなどが書かれていない場合は不明と示す。
フランス語の変身の言葉は「◯◯（クワミの名前、例：Tikki）、transforme moi!」、変身解除の言葉「Détransformation.」。

### テントウムシのミラキュラス（Ladybug Miraculous）
イヤリングのミラキュラスを使ってテントウムシをモチーフにしたスーパーヒーローに変身する。変身の言葉は「ティッキー、スポッツ・オン！ / 仏・Tikki, transforme moi!」。変身解除の言葉は「スポッツ・オフ / 仏・Détransformation.」。イメージカラーは赤。抜群の身体能力で立ち回りながらスーパーヴィランと戦う。
レディバグ（Ladybug）
テントウムシのミラキュラスで変身したマリネット。
変身すると常に冷静で落ち着いた性格になり、シャノワールのアプローチも受け流している。
アクアバグ（Aqua Bug）
レディアイス（Lady Ice）
コスモバグ（Cosmobug）
ミスターバグ（Mister Bug）
テントウムシのミラキュラスで変身したアドリアン。
スカラベラ（Scarabella）
テントウムシのミラキュラスで変身したアルヤ。
アイテム
ヨーヨー（Yo-Yo）
テントウムシのミラキュラスの武器。
この武器でヴィランを倒すヒントになる「ラッキーチャーム」を出したり、ヨーヨーでアクマを捕獲して浄化し、破壊されたものを修復することができる。ヨーヨーは音声認識機能が搭載されたバグフォンにもなり、普段の携帯のように使え（通話機能やメール機能など）、力の使い方が記されている緊急用マニュアルがある。
マリネットがガーディアンになったことでマリネットが変身している場合のみミラクルボックスと繋がっているが、それを狙われ、ミラキュラスを奪われた。
個人技
ラッキーチャーム（Lucky Charm）
ラッキーチャームを使うとラッキーチャーム用のコスチュームに変わる。
状況を打開するヒントとなるアイテムを生み出す。個人的（恋愛関連など）なピンチにも使えてしまう。
なお、出てくるのはあくまでヒントとなるアイテムであり、相手に直接攻撃するアイテムは出現しない。
また、ラッキーチャーム使用後に状況が変化すると、生み出したアイテムは無意味になってしまうこともある。その上、使用後は変身解除まで数分のタイムリミットが課されるため、相手の特性・能力やアクマの本体を見抜いた後で使用しないとさらに形勢が不利になってしまう。ティッキーの場合は、アイテムが大きすぎて周囲を破壊してしまう。
アクア・ラッキーチャーム（Aqua Lucky Charm）
アクアバグの状態で使うラッキーチャーム。
マジカルチャーム（Magical Charm）
アクマタイズやアモキタイズを防止する効果を持つアクセサリーを生み出す力。
ただ、一旦アクマタイズやアモキタイズされないとマジカルチャームは作れないという弱点がある。また、メガアクマには貫通され無効化されてしまっていたが、シーズン5にて多くの人のプラスの感情によって強化され、メガアクマを防ぐ盾となった。
浄化技
リベール・ドゥ・マール（仏・Je te libère du mal）
ヨーヨーでアクマやアモクを捕獲して浄化する。
ミラキュラス・レディバグ（ミスターバグ / スカラベラ）（Miraculous Ladybug / Mister Bug / Scarabella）
ラッキーチャームで生み出したアイテムの力を開放し、スーパーヴィランの被害にあった人・記憶・物を元の状態に戻すことができる。

### 猫のミラキュラス（Cat Miraculous）
指輪のミラキュラスを使って猫をモチーフにしたスーパーヒーローに変身する。
変身の言葉は「プラッグ、クロー・アウト！/ 仏・Plagg, transforme moi!」。変身解除の言葉は「クロー・イン/仏・Plagg, Détransformation.」。イメージカラーは黒と黄緑。素早く身軽な動きによる不意打ちでヴィランと戦う。また、特殊なパワーを手に纏わせると、物質を腐敗させ破壊することができる。聴覚が強化されている。また、暗闇の中でも視界が明瞭になる暗視能力がある。
シャノワール（仏・Chat Noir / 韓・Black cat / 英米・Cat Noir）/ キャットウォーカー（Cat Walker）
猫のミラキュラスで変身したアドリアン。
シャノワールの場合、変身すると奔放で少しドジな性格になり、レディバグにアプローチをしかけつつ、一緒に街を守っている。
アクアノワール（Aqua Noir）

アイスキャット（Ice Cat）

アストラキャット（Astrocat）

レディノワール（Lady Noir）
猫のミラキュラスで変身したマリネット。マリネットはレディバグ以外ではこのスーツが1番気に入っている。
キティノワール（Kitty Noir）
猫のミラキュラスで変身したゾーイ。
アイテム
金属の棒（Staff）
猫のミラキュラスの武器。
伸縮性の金属の棒を使った棒術で、金属の棒はキャットフォンにもなり、普段の携帯のように使える（通話機能やメール機能などが搭載されている）。また、傘に切り替えることもできる。
個人技
カタクリズム（Cataclysm）
ありとあらゆる物体を腐食または破壊できる。人間に使った場合、骨や内蔵に直接ダメージを与え、センチモンスターに使った場合、ヒビが入り、制御不能の暴走状態になる。プラッグの場合は、制御ができない。そのせいで恐竜を滅ぼしたことがある。

### キツネのミラキュラス（Fox Miraculous）
ネックレスのミラキュラスを使ってキツネをモチーフにしたスーパーヒーローに変身する。変身の言葉は「トリックス、レッツ・パウンス！/ 仏・Trixx, transforme moi!」。変身解除の言葉は「レッツ・リスト / 仏・Détransformation.」。イメージカラーはオレンジと青。
リナルージュ（Rena Rouge） / リナファーティブ（Rena Furtive）
キツネのミラキュラスで変身したアルヤ。
エピソード87からこのミラキュラスの永久所持者となった。
「リナファーティブ」はエピソード89から青いヒーロースーツにパワーアップしたアルヤ。シャドウモスに正体を知られているため、「リナルージュはシャドウモスに正体を知られたため、キツネのミラキュラスの所持者ではなくなった」とシャドウモスや他の人たちに思わせるため、影のスーパーヒーローとして活躍していたが、シーズン4最終話にてシャドウモスにまだこのミラキュラスの所持者であることがばれ、スーパーヒーローではなくなった。
アイテム
笛（Reed Flute）
キツネのミラキュラスの武器。
この武器で「ミラージュ」を発動し、自分の思うような幻影を作ることができる。
通話機能が掲載されている。
エピソード89から青いヒーロースーツにパワーアップしたと同時に武器も青く変わった。
個人技
ミラージュ（イリュージョン）（Mirage）
発現した光の玉を任意の場所に投げつけて幻影を見せる。トリックスの場合は、周囲の建物などがめちゃくちゃになってしまう。
リアリティ（Reality）
創り出した幻影を解除する。

### 亀のミラキュラス（Turtle Miraculous）
腕輪のミラキュラスを使って亀をモチーフにしたスーパーヒーローに変身する。変身の言葉は「ウェイズ、シェル・オン！/ 仏・Wayzz, transforme moi!」。変身解除の言葉は「シェル・オフ」。イメージカラーは緑。
キャラペイス（Carapace）
亀のミラキュラスで変身したニノ。
ジェイドタートル（Jade Turtle）
亀のミラキュラスで変身したマスター・フー。
アイテム
シールド（ゴング）（Shield）
亀のミラキュラスの武器。
この武器で「プロテクシオン」を発動し、シールドを張り付けることができる。
通話機能が掲載されていない
個人技
プロテクシオン（シェルター）（Shell-ter）
強力なシールドを張る。ただし衝撃までは防ぎきることはできず、強力な攻撃に対してはヒビが入り繰り返すと壊れてしまう。また、カタクリズムには一撃で壊われてしまう。
また、遠隔からプロテクシオンを行い、自分以外にシールドを張ることもできる。
アンシールド（シェルオフ）（Shell-off）
「プロテクシオン」を解除する。

### 蜂のミラキュラス（Bee Miraculous）
ヘアコームのミラキュラスを使って蜂をモチーフにしたスーパーヒーローに変身する。変身の言葉は「ポレン、バズ・オン！/ 仏・Pollen, transforme moi!」。変身解除の言葉は「バズ・オフ / 仏・Détransformation.」。イメージカラーは黄色。
クイーンビー（Queen Bee）
蜂のミラキュラスで変身したクロエ。ホーク・モスに正体を知られている。
ヴェスペリア（Vesperia）
蜂のミラキュラスで変身したゾーイ。
アイテム
独楽（Top）
蜂のミラキュラスの武器。
この武器で「スピン・トップ」や「ヴェノム」を発動する。通信機が搭載されている。
個人技
スピン・トップ（Spinning Top）
紐の付いた独楽を素早く回すことでテントウムシのミラキュラスの武器、ヨーヨーのように扱える。
ヴェノム（Venom）
素早く回転した独楽が蜂の針のようになり、その針を対象に突き刺すことで、刺した者の動きの一部もしくは全体を一時的に動きを止める。

### 蝶のミラキュラス（Butterfly Miraculous）
ロケットブローチのミラキュラスを使って蝶をモチーフにした姿に変身する。変身の言葉は「ヌールー、ウィング・ライズ！」、ダークは「ヌールー、ダークウィング・ライズ！」。変身解除の言葉は「ダークウィング・フォール」。イメージカラーは紫。
ホーク・モス（仏・Le Papillon / Hawk Moth）
蝶のミラキュラスで変身したガブリエル。レディバグとシャノワールのミラキュラスを狙っている。
スカーレット・モス（Scarlet Moth）
カタリストによって強化されたホーク・モス。
瞳の色以外、全身が緋色になり、一度にたくさんの人をアクマタイズできるようになる。
アイテム
杖（Stick）
蝶のミラキュラスの武器。
この杖でも蝶（アクマ）を出すことができる。通話機能が搭載されている。
その他
アクマ（Akuma）
元々は普通の白い蝶だが、ホーク・モス（シャドウモス）の力で邪悪な力を植えつけた蝶、アクマに変わり、アクマタイズを発動する。アグレスト邸の地下で育てられている。
メガアクマ（Megakuma）
この蝶は、普通のアクマとは違い、マジカルチャームを壊すことができ、同じくアクマタイズを発動する。
個人技
アクマタイズ（Akumatized）
邪悪な力を植えつけた蝶（アクマ）を、マイナスの感情（怒り、欲求不満、嫉妬、失望、屈辱、恐怖、悲しみ、号泣など）を抱くターゲットが持つ物に取りつかせ、アクマタイズされるとそのターゲットに蝶の形をした仮面のような形と赤い額が付く。そして、スーパーヴィランとしての新たな名前が付き、そのスーパーヴィランに変身させて操る。ロボットやセンチモンスターが感情を持っていれば、アクマタイズすることも可能。基本的にアクマタイズが解除された時は、アクマタイズされていた時の記憶が無くなる。また、アクマを生み出す時に集中すると、マイナスの感情を持つ人々の心を聞くことができる。
スーパーヴィラン

### ピーコックのミラキュラス（Peacock Miraculous）
ブローチのミラキュラスを使ってピーコックをモチーフにした姿に変身する。変身の言葉は「ドゥーズー、スプレッド・マイフェザー！」。変身解除の言葉は「フォール・マイフェザー」。イメージカラーは「青」。裏側にはヒビが入っていたが、4期第一話にガブリエルによって修復された。以前はナタリーが使っていたものの、現在シャドウモスのユニファイに使われている。
マユラ（Mayura）
ピーコックのミラキュラスで変身したナタリー。ホーク・モスの協力者。
アイテム
扇子
ピーコックのミラキュラスの武器。羽付きの扇子である。
羽（Feather）
元々は扇子に付いてある普通の白い羽だが、マユラやシャドウモスの力で邪悪な力を植えつけた羽（アモク）に変わり、アモキタイズを発動する。
個人技
アモキタイズ（Amokitized）
邪悪な力を植えつけた羽（アモク）でセンチモンスターを創り出す。蝶のミラキュラスの技、「アクマタイズ」と共にやることもある。
センチモンスター（Sentimonster）

### ネズミのミラキュラス（Mouse Miraculous）
ペンダントネックレスのミラキュラスを使ってネズミをモチーフにしたスーパーヒーローに変身する。変身の言葉は「ミュロ、ゲット・スクイーキー！ / 仏・Mullo, transforme moi!」。イメージカラーはダークグレーとピンク。
ポリマウス（Polymouse）
ネズミのミラキュラスで変身したミレーヌ。
マルチマウス（Multimouse）
ネズミのミラキュラスで変身したマリネット。
アイテム
縄跳び（Jumprope）
ネズミのミラキュラスの武器。
この武器で「マルチチュード」を発動する。
個人技
マルチチュード（Multitude）
自分自身が何人か小さくなることができ、自分自身を手分けしたり、相手に気づかれないように行動できたりする。

### 水牛のミラキュラス（Buffalo Miraculous）
鼻輪のミラキュラスを使って水牛をモチーフにしたスーパーヒーローに変身する。変身の言葉は「ストンプ、メイクウェイ！ / 仏・Stompp, transforme moi!」。イメージカラーは藍色。
ミノタウロクス（Minotaurox）
水牛のミラキュラスで変身したイバン。
アイテム
ハンマー（Hammer）
水牛のミラキュラスの武器。
個人技
レジスタンス（Resistance）
他人の攻撃や力を受けないようにすることができる技。どんな攻撃にもダメージを受けずに耐えられるようになる。さらに、攻撃してきた相手はすぐに撃退される。
亀のミラキュラスの個人技、「プロテクシオン」と似ている。

### トラのミラキュラス（Tiger Miraculous）
フィンガーブレスレットを使ってトラをモチーフにしたスーパーヒーローに変身する。変身の言葉は「ロア、ストライプスオン！ / 仏・Roaar, transforme moi!」。イメージカラーはマゼンタ。
パープルタイガレス（Purple Tigress）
トラのミラキュラスで変身したジュレカ。
アイテム
投げ縄（Bolas）
トラのミラキュラスの武器。
個人技
クラウト（Clout）
強力なパワーを解き放つ力。相手を衝撃で非常に遠くに吹き飛ばしたり、何かを破壊したりすることができる。
スーパーヒーローの個人技ではカタクリズムと同じく数少ない直接攻撃、破壊を行う技。

### ウサギのミラキュラス（Rabbit Miraculous）
懐中時計のミラキュラスを使ってウサギをモチーフにしたスーパーヒーローに変身する。時間のミラキュラスとも呼ばれる。変身の言葉は「フラッフ、クロック・ワイズ！ / 仏・Fluff, transforme moi!」。変身解除の言葉は「カウンター・クロック・ワイズ」。イメージカラーは水色。
バニックス（BunnyX）（アリックス ver）
ウサギのミラキュラスで変身したアリックス。
最終的にこのミラキュラスの永久所持者となった。
バニックス（BunnyX）（未来のアリックス ver）
未来のウサギのミラキュラスで変身したアリックス。
未来では成人のレディバグ、シャノワールとチームを組んでおり、全滅防止の役割のヒーローで、万が一２人を含む全ヒーローが倒された場合に呼ばれることになっている。
チームでは「最後の希望」と呼ばれている。
アイテム
傘（Umbrella）
ウサギのミラキュラスの武器。
個人技
バーロウ（Burrow）
時間を行き来するポータルを創り出す。ポータル先の空間で、過去・現在・未来を視ることができたり、その特定したポータルに入ることができる。また、その出来事がなかったことにすることもできる。他のミラキュラスとは異なり、何度も技を使用することができる。

### 龍のミラキュラス（Dragon Miraculous）
チョーカーのミラキュラスを使って龍をモチーフにしたスーパーヒーローに変身する。変身の言葉は「ロン、ブリング・ザ・ストーム！（嵐） / 仏・Longg, transforme moi!」。変身解除の言葉は「オープンスカイ（空）」。3種類の技があり、全ての技の使用後の5分後に変身解除される。イメージカラーは黒と赤。
龍子（Ryuko / カナ表記：リュウコ）
龍のミラキュラスで変身した鏡。イカリゴゼンの中で変身したことでホーク・モスに正体を知られてしまった。
アイテム
剣（Sword）
龍のミラキュラスの武器。
この武器でも技を使うことができる。
個人技
ウィンドドラゴン（風龍）（Winddragon）
黄色い雲に変身し、強い風を発生させる。
ウォータードラゴン（水龍）（Waterdragon）
水に変身し、大量の水を発生させる。
ライトニングドラゴン（雷龍）（Lightningdragon）
稲妻に変身し、素早く移動する。

### ヘビのミラキュラス（Snake Miraculous）
バングルのミラキュラスを使ってヘビをモチーフにしたスーパーヒーローに変身する。変身の言葉は「サス、スケール・スリザー！/ 仏・Sass, transforme moi!」。変身解除の言葉は「スケール・リスト / 仏・Détransformation.」。イメージカラーはエメラルドグリーン。主に聴覚、嗅覚、赤外線視覚が強化されている。
ヴァイペリオン（Viperion）
ヘビのミラキュラスで変身したルカ。
アスピク（Aspik）
ヘビのミラキュラスで変身したアドリアン。
アイテム
ライアー（Lyre）
ヘビのミラキュラスの武器。
ハープを弾くだけではなく、フリスビーのように使用したり、攻撃をこの武器で避けたりすることがある。タイマー機能が掲載されている。
個人技
セカンドチャンス（Second Chance）
バングルの蛇の頭をスライドすることでスライドした時間に印をつける。再度スライドすることで印をつけた時間まで戻る。この時、使用者のみそのまま記憶が残り、失敗したことやミスをやり直すことができる。何度も使えるが、使用するまでの制限時間は5分間で、それを過ぎてしまうと変身は解けてしまう。サスの場合は、自分の意志で戻りたいところに戻ることができるが、使った後に様々な時間軸の出来事がいっぺんに起こってしまう。

### ウマのミラキュラス（Horse Miraculous）
眼鏡のミラキュラスを使ってウマをモチーフにしたスーパーヒーローに変身する。変身の言葉は「カルキー、フルギャロップ！ / 仏・Kaalki, transforme moi!」。変身解除の言葉は「ディスマウント」。イメージカラーは黒と茶色。
ペガサス（Pegasus）
ウマのミラキュラスで変身したマックス。
アイテム
蹄鉄（horseshoe）
ウマのミラキュラスの武器。
この武器で「ボヤージュ」を発動する。
個人技
ボヤージュ（Voyage）
座標を設定することで特定の場所へのポータルを創り出す。カルキーの場合は、周囲のものを吸い込んだり、建物を様々な場所に飛ばされてしまう。

### ヤギのミラキュラス（Goat Miraculous）
ヘアクリップのミラキュラスを使ってヤギをモチーフにしたスーパーヒーローに変身する。変身の言葉は「ジギー、ブリートイット！ / 仏・Ziggi, transforme moi!」。イメージカラーは黒と白。
カプリキッド（Caprikid）
ヤギのミラキュラスで変身したナタニエル。
アイテム
ペイントブラシ（Paint brush）
ヤギのミラキュラスの武器。
この武器で「ジェネシス」を発動する。
個人技
ジェネシス（Genesis）
ペイントブラシを振り上げ、空中に絵を描き、目的のものを存在させ、自身が想像する物を作り出すことができる。

### サルのミラキュラス（Monkey Miraculous）
緊箍児のミラキュラスを使ってサルをモチーフにしたスーパーヒーローに変身する。変身の言葉は「サピュー、ショータイム！ / 仏・Xuppu, transforme moi!」。変身解除の言葉は「ナップタイム」。イメージカラーは金色と黄土色。
キングモンキー（King Monkey）
サルのミラキュラスで変身したキム。
アイテム
如意金箍棒（にょいきんこぼう）（Ruyi Jingu Bang）
サルのミラキュラスの武器。
この武器で「アップロアー」を発動する。
個人技
アップロアー（Uproar）
ランダムに玩具を生み出し、サルのミラキュラス使用者以外がその玩具に触れると触れた者の能力を一時的に無効化する。

### ニワトリのミラキュラス（Rooster Miraculous）
サムリングのミラキュラスを使ってニワトリをモチーフにしたスーパーヒーローに変身する。変身の言葉は「オリッコ、サンライズ！ / 仏・Orikko, transforme moi!」。イメージカラーはオレンジ。
ルースターボールド（Rooster Bold）
ニワトリのミラキュラスで変身したマーク。
アイテム
羽ペン（Quill）
ニワトリのミラキュラスの武器。
個人技
サブリメーション（Sublimation）
自身に好きな特殊能力を持たせることができ、望む能力を表明する。すると、自身はその能力を得ることができる。

### 犬のミラキュラス（Dog Miraculous）
首輪のミラキュラスを使って犬のスーパーヒーローに変身する。変身の言葉は「バーク、オン・ザ・ハント！ / 仏・Barkk, transforme moi!」。変身解除の言葉は「レイ・ダウン」。イメージカラーはオレンジ。
ミスハウンド（Miss Hound）
犬のミラキュラスで変身したサブリナ。
フレアミダブル（Flairmidable）
犬のミラキュラスで変身したフェリックス。
カニーガール（Canigirl）
過去の犬のミラキュラスで変身したアリックス。
アイテム
ボール（Ball）
犬のミラキュラスの武器。
この武器で「フェッチ」を発動する。
個人技
フェッチ（Fetch）
相手の所有物から自分の所有物へ瞬時に移動させることができる技。ボールを使って目的のものに当て、目的のものは一瞬消え、再び自身の前に現れる。ただし時間軸を超えることはできない。

### ブタのミラキュラス（Pig Miraculous）
パールアンクレットのミラキュラスを使ってブタをモチーフにしたスーパーヒーローに変身する。変身の言葉は「デイジー、リジョイス！ / 仏・Daizzi, transforme moi!」。イメージカラーはピンク。
ピゲーラ（Pigella）
豚のミラキュラスで変身したローズ。
アイテム
タンバリン（Tambourine）
豚のミラキュラスの武器。
この武器で「ギフト」を発動する。
また、攻撃をこの武器で避けたりすることもある。
個人技
ギフト（Gift）
相手が心から願っている風景を見せる力。

### 鷲のミラキュラス（Eagle Miraculous）
タロンペンダントのミラキュラスを使って鷲をモチーフにしたスーパーヒーローに変身する。変身の言葉は「リリー、ウィングオブリバティ！ / 仏・Liiri, transforme moi!」ダークは「リリー、ウィングスオブプレイ！」。イメージカラーはダークブラウン。鷲の鉤爪とも言われている。
イーグル（Eagle）
鷲のミラキュラスで変身したジェス。
最終的にこのミラキュラスの永久所持者となった。
ミラキュロナイザ（Miraclonizer）
アイテム
ブルロアラー（Bullroarer）
鷲のミラキュラスの武器。糸の長さは無制限で、テントウムシのミラキュラスの武器、ヨーヨーや蜂のミラキュラスの技、「スピン・トップ」のように扱える。移動手段としても使える。
個人技
リベレーション（Liberation）
相手の行動を制限する精神的・感情的な条件から解放する。悪の持ち主にかかると相手は制御不能になり、自分の気まぐれに従うようになる。
クールダウン（Cool down）
「リベレーション」を解除する。クールダウンを使用した人物がリベレーションをした人物ではなくても可能。

### プロディジャス（Prodigious）
ペンダントを使ってスーパーヒーローに変身する。イメージカラーは赤。プロディジャスを狙うガブリエルにヌールーが警告するほど、ミラキュラスと比べて力が強大であり、それ故に使われなくなった。
ミラキュラスと似ているが、下記の特徴がある。
- 変身の言葉は不要で、相応しい者が身に着けた時に変身する
- 変身直後は龍をモチーフにしたコスチュームになるが、固有の能力はそこから様々な動物に変身することで得られる。ただし、それぞれの徳の精霊（レンリン）が司る精神状態を示すことが条件。
- パリのヒーローと異なり、正体を知られることに関する取り決めはない。
- タイムリミット[注 31]

レンリン
人間の徳を表す八つの動物の精霊。下記は作中に出てきたもの。
熊（シォン）
熊のレンリン。「平静」を司る。強力な攻撃力を得られる。これに変身したレンレンがレディバグに名前を聞かれた時に「レディベア」と答えた。
蟷螂（タンタン）
カマキリのレンリン。「忍耐」を司る。個体が小さいため回避能力に優れる。
蛇（シン）
蛇のレンリン。司るものは不明。
猿（ホウ）
猿のレンリン。司るものは不明。
鷹（イン）
鷹のレンリン。司るものは不明。
虎（フウ）
虎のレンリン。司るものは不明。
馬（モウ）
馬のレンリン。司るものは不明。
龍（ロン）
龍のレンリン。「気高く正しい決意」を司る。風（気流）・水（水流）・雷（雷撃）を操ることができ、8つの精霊の中で最も強大な力を持つが、復讐心などマイナスの心があると変身できない。
レンレン（レディドラゴン）（Ladydragon）
プロディジャスで変身したフェイ。

### ミラキュラスポーション（Miraculous potion）
マスター・フーが作成した魔法のポーション。変身前にクワミがポーションを取り入れることで新たな力が追加された状態で変身する。また、変身した状態でポーションを摂取することもできる。変身したポーションは液体のままである必要はなく、マリネットはマカロンにポーションを加えたマジカロンを作った。また、プラッグの好きなカマンベールチーズにポーションを加えたマジカマンベールがある。このポーションは全部で7種類の力があり、色は緑色、青色、紫色、赤色、オレンジ色、ピンク色がある。そのうち作中では3種類明らかになっている。
アクアフォーム（Aqua form）
緑色のポーションの力。このフォームになると、水中で呼吸できるようになり、足のひれにより水泳能力が向上する。初登場回はシーズン2『サイレン』。
アイスフォーム（Ice form）
青色のポーションの力。このフォームになると、スーツに耐寒性が備わり、足にスケート靴の刃が付属される。初登場回はシーズン2『フローザー』。
スペースフォーム（Space form）
紫色のポーションの力。このフォームになると、宇宙服のようなヘルメットと格納可能な翼があり、飛行することができる。初登場回はミラキュラス・ワールド『ニューヨーク ユナイテッド・ヒーローズ』。

### ユニファイ（unify）
ミラキュラスを組み合わせることで、2つ以上の技を持つスーパーヒーローに変身する。その代わり体の負担が大きい。ユニファイの使用時の言葉は「（2人以上のクワミ名）ユニファイ！」。ユニファイを解除する言葉は「（2人以上のクワミ名）ディバイド」。
マルチフォックス（Multifox）
エピソード66にて登場するユニファイ。
ネズミのミラキュラス+キツネのミラキュラスで、ミラージュが使える。
マルチバグ（Multibug）
エピソード66にて登場するユニファイ。
ネズミのミラキュラス+テントウムシのミラキュラスで、ラッキーチャームが使える。
マルチノワール（Multi Noir）
エピソード66にて登場するユニファイ。
ネズミのミラキュラス+猫のミラキュラスで、カタクリズムが使える。
ドラゴンバグ（Dragonbug）
シーズン3最終話にて登場するユニファイ。
テントウムシのミラキュラス+龍のミラキュラスで、ラッキーチャーム、ウォータードラゴンが使える。
スネークノワール（Snake Noir）
シーズン3最終話にて登場するユニファイ。
猫のミラキュラス+ヘビのミラキュラスで、カタクリズム、セカンドチャンスが使える。
シャドウモス（Shadow Moth）
エピソード79から登場するユニファイ。
モスのミラキュラス+ピーコックのミラキュラスで、アクマタイズ、アモキタイズが使える。
エピソード94でユニファイではない変身の言葉が公になった。変身の言葉は「デュアル・メタモーフォシス！」変身解除の言葉は「リバース・メタモーフォシス」。
レディビー（Lady Bee）
エピソード87にて登場するユニファイ。
テントウムシのミラキュラス+蜂のミラキュラスで、ラッキーチャーム、ヴェノムが使える。
ペガバグ（Pegabug）
エピソード88とエピソード104にて登場するユニファイ。
テントウムシのミラキュラス+ウマのミラキュラスで、ラッキーチャーム、ボヤージュが使える。
シャドウノワール（Shadow Noir）
エピソード100にて登場するユニファイ。
蝶のミラキュラス+ピーコックのミラキュラス+猫のミラキュラスで、アクマタイズ、アモキタイズ、カタクリズムが使える。
ペニーバグ（Pennybug）
エピソード104にて登場するユニファイ。
テントウムシのミラキュラス+ウサギのミラキュラス+ウマのミラキュラスで、ラッキーチャーム、バーロウ、ボヤージュが使える。
モナーク（Monarch）
エピソード105から登場するユニファイ。
テントウムシのミラキュラス、猫のミラキュラス、ピーコックのミラキュラス以外の色々なミラキュラスで、それぞれの技が使える。どの組み合わせでも姿は変わらないが紫色の武器が都度現れる。変身の言葉はシャドウモスの時と同じで、使う時にユニファイ、もしくは「デュアル（トリプル）・メタモーフォシス！」と唱える。最初の変身時には多くのミラキュラスを使う代償、並びに食べ物を食べさせなければ能力が弱くなることを知らずに疲れ切っていた。最終的にモナークは、テントウムシのミラキュラス、猫のミラキュラス、ピーコックのミラキュラス、ウサギのミラキュラス以外のミラキュラスは猫のミラキュラスの指輪のように作り替えた。アライアンスを介することで稲妻と共にアクマタイズされたヴィランが能力を使えるようにできる。モナークがそれぞれのミラキュラスの指輪をタップするとアクマタイズされたヴィランの手元に武器が現れるようになっている。
メガアクマを送る際ボヤージュを使用して送ることで現地にメガアクマが到着するまでの時間の短縮を可能にした。
ラビットノワール（Rabbit Noir）
エピソード105にて登場するユニファイ。
猫のミラキュラス+未来のウサギのミラキュラスで、カタクリズム、バーロウが使える。
カニバニーガール（Canibunnygirl）
エピソード105にて登場するユニファイ。
ウサギのミラキュラス+過去の犬のミラキュラスで、バーロウ、フェッチが使える。
レディバグ、シャノワール、ホークモス以外のユニファイはこれが初となった。

### アイテム
ミラクルボックス（マスター・フー ver）
八角柱の形をしている。マスター・フーの故郷の寺院に同様の形をしたミラクルボックスが複数存在している。上段に7種類、横の引き出しに鷲のミラキュラスを含む13種類で合わせて20種類のミラキュラスが保管されている。他の仲間が必要な時にマスター・フーからミラキュラスを貸してもらい、任務が終わったら返すことになっている。
創造と破壊、時空移動、時間遡行、時間移動など強力なミラキュラスが入っている。
ミラクルボックス（レディバグ ver）
テントウムシ柄の楕円体の形をしている。
マスター・フーからガーディアンを引き継いだレディバグが所有している。
ミラクルボックス（ネイティブアメリカンver）
ニューヨーク ユナイテッド・ヒーローズにて登場。六角形のような形をしていて、上段に5種類、下段に12種類で合わせて17種類のミラキュラスが保管されている。
呪文の書（Miraculous spellbook）
この本には歴代のスーパーヒーロー、ミラキュラスの力、修復の仕方、ポーションの作り方などが書かれている。ガーディアンしか読めないように特殊なコードで書かれている。マスター・フーはタブレットに本の内容を保存している。そのタブレットはマユラによって盗まれ、現在ガブリエルが所持している。
クワガタマ（Kwagatama）
色はそれぞれのイメージカラーで、勾玉のような形で中央には円形の穴がある。作り方はティッキーによると現在のミラキュラスの所持者の髪の毛と過去のミラキュラスの使用者の髪の毛を体の中に数か月保存することで樹脂化し、それを吐き出す時に樹脂が消え、クワガタマが完成する。また、クワカダマを使うことにより過去の変身者と話すことができる。ただし、過去の変身者が所有している記憶はミラキュラスを手放すまでの記憶のみ。現在、ティッキー、プラッグ、フラッフのクワガタマが確認されている。

### ミラキュラス一覧
「主な所持者」についてはユニファイ時は除いている。
| 名称                       | アクセサリー           | 色                 | 主な所持者                         |
| -------------------------- | ---------------------- | ------------------ | ---------------------------------- |
| テントウムシのミラキュラス | イヤリング             | 赤                 | マリネット、アドリアン、アルヤ     |
| 猫のミラキュラス           | 指輪                   | 黒                 | アドリアン、マリネット、ゾーイ     |
| キツネのミラキュラス       | ネックレス             | オレンジ           | アルヤ                             |
| 亀のミラキュラス           | 腕輪                   | 緑                 | ニノ、マスター・フー               |
| 蜂のミラキュラス           | ヘアコーム             | 黄色               | クロエ、ゾーイ                     |
| 蝶のミラキュラス           | ロケットブローチ       | 紫                 | ガブリエル                         |
| ピーコックのミラキュラス   | ブローチ               | 青                 | ナタリー、ガブリエル、フェリックス |
| ネズミのミラキュラス       | ペンダントネックレス   | ダークグレー       | ミレーヌ、マリネット               |
| 水牛のミラキュラス         | 鼻輪                   | 藍色               | イバン                             |
| トラのミラクキュラス       | フィンガーブレスレット | マゼンタ           | ジュレカ                           |
| ウサギのミラキュラス       | 懐中時計               | 水色               | アリックス                         |
| 龍のミラキュラス           | チョーカー             | 赤と黒             | カガミ                             |
| ヘビのミラキュラス         | バングル               | エメラルドグリーン | ルカ、アドリアン                   |
| ウマのミラキュラス         | 眼鏡                   | 焦茶               | マックス                           |
| ヤギのミラキュラス         | ヘアクリップ           | 白と黒             | ナタニエル                         |
| サルのミラキュラス         | 緊箍児                 | 黄土色             | キム                               |
| ニワトリのミラキュラス     | サムリング             | オレンジ           | マーク                             |
| 犬のミラキュラス           | 首輪                   | 茶色               | サブリナ、フェリックス             |
| ブタのミラキュラス         | パールアンクレット     | ピンク             | ローズ                             |
| 鷲のミラキュラス           | タロンペンダント       | ダークブラウン     | ジェス                             |
| プロディジャス             | ペンダント             | 赤                 | フェイ                             |

## スーパーヴィラン

### シーズン1
ストーミーウェザー（Stormy Weather）
オーロラがアクマタイズされたヴィラン。
淡い肌と明るい紫灰色の目をしている。彼女の髪は濃い紫色の基部とツルニチニチソウの前髪を持つ2つの色調であり、一方、彼女の大きく尖った低角度のツインテールは濃い紫とツルニチニチソウのらせんで縞模様になっている。
彼女の顔には、目の周りを取り囲む黒い顔の絵の具がギザギザになっており、稲妻のように頬に落ちている。彼女はタイトで落ち着いた色の紫と青のツーピースのドレスを着ている。このドレスは、腰の周りで鐘の形に曲がっており、細い肩のパフと細い管の形の襟、そして5つの白い稲妻パターンが特徴。明るい紫色の輪郭がある。
袖は白い手袋になり、2本の照明ボルトが肘の上にある。彼女は落ち着いた紫色のタイツを着用し、ふくらはぎの近くの「開口部」で角度の付いた小さなかかとの白いブーツになり、ひざの近くの脚の外側のブーツから2本の稲妻が出てくる（パターンの最後）彼女の腹部近くに真ん中に位置する唯一の稲妻）。
彼女の武器は閉じた濃い紫の日傘で、先端は明るい紫にフェードインし、黒い柄と二重の槍頭が下部にある。彼女のパラソルで飛んで天気をコントロールできる。
公式ゲームアプリでも登場する。
バブラー（The Bubbler）
ニノがアクマタイズされたヴィラン。
水色の肌、赤茶色の目、目の周りに黒い円があり、左目の上の黒い斑点と右目の下の黒い斑点がある。彼は明るい赤、青、黄色のボディースーツを着ており、スーツの多くの部分が泡のように丸くなっている。
彼の頭の周りには、赤い球形の上部に赤いアンテナを備えた赤いヘルメットがある。また、彼は黒いブーツ、ピンクのナックルが付いた黒い肘丈の手袋、黒いズボンを着ている。
彼の胸には、目のような黒と白の円があり、2つの暗い灰色のチューブが付いている。チューブはバブラーの赤、黄、青のバブルコンテナーに接続し、使用していないときにバブルワンドを置く。
バブルワンドには、青いハンドルと長い楕円形の穴のある黄色のヘッドがある。彼のバブルワンドを使用して、人を閉じ込めて浮かせるために使用することができて侵入することができないバブルを作成できる。レディバグとシャノワールに対しても無数のバブルで動きを封じ閉じ込めてしまう。
公式ゲームアプリでも登場する。
コピーキャット（Copy Cat）
テオがアクマタイズされたヴィラン。
シャノワールと同じ姿。シャノワールに嫉妬しシャノワールの評判を落とそうと、彼になりすまし盗みを働く。シャノワールの力をコピーしており、カタクリズムを使える。
タイムブレイカー（Time Breaker）
アリックスがアクマタイズされたヴィラン。
キムとのレースに備えマリネットに預けた家宝の懐中時計がレース中に壊れてしまい、その一部始終の責任を押し付けあうクラスメートに失望し、アクマタイズされた。
背中に赤いスパイクが付いた黒いヘルメットと、各目の上の2つの緑の目のシールドを着用している。彼女はまた、腰、腰、腰、膝の周りにライムグリーンのパッチが付いたほぼ黒いスーツを着ている。手首の背中の下には、輝くライムグリーンの楕円があり、胸には、大きな銀色の輪郭の中に輝く赤い砂時計の形がある。
彼女のローラーブレードは黒で、それぞれに2つの輝く白い車輪があり、足の球と甲の周りに細い緑の線がある。時を遡る力を持つ。懐中時計を壊れたことを無かったことにするために、過去へ行き懐中時計が壊れる未来を変えようとした。
ブレードの側面にあるパワーバーは、彼女のエネルギーレベルを追跡し、最低レベルで赤くなり、いっぱいになると上部で緑がかった青になる。
彼女が時間を遡る能力を活性化するために必要なエネルギーを得るために、彼女が触れる人々からエネルギーを吸収することができる。彼女がエネルギーを盗んだ人々は凍りつき、ゆっくりと姿を消す。
ファラオ（The Pharaoh）
ジャリルがアクマタイズされたヴィラン。
強靭な肉体、飛空能力、他者のミイラ化などの能力を切り替えて使う。
「トト」顔がワニのような顔に変化する
時間を止める泡を放つ。入ってしまうと閉じ込められ、外から衝撃を与えない限り割れない。中での時間は外の時間よりゆっくりになるが、電子機器などには適用されない。壁などに当たると破裂する。
「セコメト」顔がライオンのような顔に変化する
強さを与え、怪力になる。手を叩くだけで衝撃破を起こすこともできる。
「アヌビス」顔が犬のような顔に変化する
目から光線を出し、当たった者をミイラに変える。ミイラに変えられた者は自我が無くなり操られる。
「ホルス」顔が鷹のような顔に変化する
飛行能力が手に入る。どの形態でも儀式を行うことが可能。
ネフェルティティの復活を目論みアルヤを生贄にしようとした。人格も5000年前のファラオに戻る。
公式ゲームアプリでも登場する。
ミスター・ピジョン（Mr. Pigeon）
ラミエルがアクマタイズされたヴィラン。
鳩を操る力を持つ。
レディー・ワイファイ（Lady Wifi）
アルヤがアクマタイズされたヴィラン。
アクマに憑かれたスマートフォンでビデオ機能を使って手裏剣の要領で投げ出す。スマホから他のスマホへと移動することが可能。また、スマホから光線を出して相手を一時停止できる
公式ゲームアプリでも登場する。
イラストレーター（The Evillustrator）
ナタニエルがアクマタイズされたヴィラン。
ヴィランの中では心優しく、あまり自分から攻撃はしない。
絵を実体化させる、物質を消すという力を持つが、絵を描く性質上暗がりに弱い。
公式ゲームアプリでも登場する。
ロジャーコップ（Rogercop）
ロジャーがアクマタイズされたヴィラン。
鎖を打ち、当たった相手はロジャーコップが読み上げた罪状を実行する。
ホリフィケーター（Horrificator）
ミレーヌがアクマタイズされたヴィラン。
相手が自分に対して怖さを感じると大きくなり、可愛いなどプラスの感情を感じると小さくなる。
公式ゲームアプリでも登場する。
ダーク・キューピッド（Dark Cupid）
キムがアクマタイズされたヴィラン。
放たれた矢に当たると、大事な人・物を粗末に扱う心に変えられてしまう。これを応用して、この矢を当てた後にアクマタイズのターゲットとすることもできる。
ヒーローズ・デイの交戦におけるスカーレット・モスの切り札であり、ダーク・キューピッドが大量に矢を当てた直後にアクマタイズの餌食とさせた他、ヒーローたちの死角から矢を放ってリナルージュやキャラペイスをアクマタイズさせ、形勢逆転に暗躍した。
公式ゲームアプリでも登場する。
ストーンハート（Stoneheart）
イバンがアクマタイズされたヴィラン。
パリで最初にアクマタイズされたヴィランで攻撃を受けると大きくなる。
マイム（The Mime）
フレッドがアクマタイズされたヴィラン。
誰にも見えないマイムで造形することができる。
プリンセス・フレグランス（Princess Fragrance）
ローズがアクマタイズされたヴィラン。
相手に香りを嗅がせると相手を自由に従わせたり相手を臭くできる。
ダークブレード（Darkblade）
アルマンがアクマタイズされたヴィラン。
光線で市民たちの目を付けさせて平伏させ、両刃剣で右肩から左肩に押してナイトに化けさせる。車に使うとカタパルトになる。市長を意味嫌っており、ダークブレードが市庁舎の旗を掲げるとパリが黒い幕に包まれ、触れた者は強制的にナイトに化かされる。
公式ゲームアプリでも登場する。
アニマン（Animan）
飼育員オーティスがアクマタイズされたヴィラン。
ホーク・モスによってレディバグとシャノワールのミラキュラスを奪おうとして、子供（マックスとキム）に仕返しできる力を与えられた。ブレスレットについている飾りにアクマが憑いている。外見はクロヒョウそのものだったが、実は様々な動物に変身する能力を持っていた（絶滅したティラノサウルスにも変身できる）。ただし変身する度に体力を消耗する。右前脚に付いているブレスレットの装飾品と眼が紫色。レディバグが出したラッキーチャームの車のジャッキによって口を開けられ、アクマが憑いたブレスレットの装飾品を壊されたことで事件は解決される。
サイモン・セッズ（Simon Says）
サイモン・グリモールがアクマタイズされたヴィラン。
最初に催眠術を言ってトランプを飛ばし、当たるとその催眠術通りの行動を行う。
ピクセラトール（Pixelator）
ヴィンセントがアクマタイズされたヴィラン。
写真を撮ることで相手を写真の中に閉じ込めることができる。写真の中は一面真っ白で永遠に続いている。また体の一部を撃たれるとモザイクのようなものが掛り、何もかもをすり抜けてしまう。
ジャゲットの熱狂的なファンである。
ギター・ヴィラン（Guitar Villain）
ジャゲッド・ストーンがアクマタイズされたヴィラン。
ギターの先端から出るビームと、ワニがアクマタイズされたドラゴンを駆使して、レディバグを倒そうとした。アクマはギターの中。
カン・フード（Kung Food）
マリネットの母方の叔父チェン・シフ（中国人のシェフ）がアクマタイズされたヴィラン。
クロエが彼の料理を侮辱する行為をしたことで怒り、ヴィランになった。技は、バッグから食べ物で象られた武器を次々に出すこと。
アクマはコック帽の中。
ゲーマー（Gamer）
マックスがアクマタイズされたヴィラン。
黒いタイツとクリアグリーンの特殊メガネを持ったヴィラン。巨大なピラミッド型（神の全能の目の付いたピラミッド）の飛行物体で移動している。次々と人々を取り込んでレベルアップを図る。
リフレクタ （Reflekta）
ジュレカがアクマタイズされたヴィラン。単体では作中で計4回アクマタイズされており、2回目は「リフレクドール」、3回目は「ギルトリップ」を従えている。また、4回目はトラのミラキュラスの力を搭載している。
2回目は極度のあがり症にもかかわらずモデルを頑張ろうとする本心に気付かないマリネット、アルヤ、アドリアンなどが、3回目はローズの持病について知ったクラスメート（クロエ、アドリアンなど一部除く）が、ジュレカの意に反して無神経な言動を取ってしまった結果、4回目ではリラとクロエによって留年させられることになってしまった結果アクタマイズされた。
右手の自分と同じ姿に変えるを兼ね備えた力を持つ。外見は紅色の服に目玉模様、髪型も非常に変わった二房のチョコレートフォンデュヘアー。顔や首には道化師を思わせる箇所がある。ホーク・モスの命令によって、周りが自分に気づくようにと、人々を自分と同じ姿に変えていった。
4回目では姿を変えさせた相手を自分と同じ考えにさせた。
変身前に身に着けている物は消滅するためミラキュラスの能力を封印できるが、他の大多数のヴィランと異なり攻撃、殺傷、行動妨害能力は無い。
パペッター（The Puppeter）
マノンがアクマタイズされたヴィラン。
ホーク・モスの命令によって、手に持ったスターステッキで人形を操る能力を使ってレディバグとシャノワールの人形を奪おうとした。それこそ、ミラキュラスを奪おうとした、ホーク・モスの作戦である。操ったヴィランはレディー・ワイファイとイラストレーター、ロジャーコップ（途中でシャノワールも操った）。2回目のアクマタイズの際には蝋人形を操る力を持った。2回共にアクマは星のステッキの中。
バニッシャー（Vanisher）
サブリナがアクマタイズされたヴィラン。
透明能力を兼ね備えた力を持つ。ホーク・モスの命令によって、その能力でレディバグとシャノワールのミラキュラスを奪おうとした。レディバグが出したマニキュアで姿を半分曝されるが、それでも余裕がある態度をとる。当初レディバグはハンドバッグの中に悪魔がいると思い破壊したが、実はクロエから貰ったブローチにアクマが憑いていた。
アンチバグ（Antibug）
クロエがアクマタイズされたヴィラン。
レディバグの赤と黒のツーカラーを逆転した姿。バニッシャーの失敗の雪辱を晴らすためにホーク・モスがアクマタイズさせた。彼の誘いでレディバグを倒そうとする。レディバグと同じくヨーヨーを扱い、得意の自己中心的かつ意地悪な態度で相手を翻弄する。シャノワールを人質にしてレディバグを脅迫、彼女のミラキュラスを奪おうとした。ラッキーチャームに似たアンチチャームを使うが、巨大な剣が出てくるなど、レディバグのような考えて使う物ではなく力でごり押しするタイプの物が出てくる。パワーを使ってからミラキュラスが光るなど、レディバグ同様制限時間もある。
ヴォルピーナ（Volpina）
リラがアクマタイズされたヴィラン。
狐のようなコスチュームで、笛を吹いて幻を作る能力を持ち、その嘘が現実になる。その能力を使って、レディバグとシャノワールを騙して、自分をスーパーヒーローだと信じ込ませようとした。さらにそれを利用して、レディバグとシャノワールのミラキュラスを奪おうとする。手始めとして自分と隕石の幻を使って、自分が隕石の衝突を阻止したように見せ、今度はホーク・モスの幻を作り出し、レディバグとシャノワールを一時的に騙した。この時も自分の幻を使っており、ミサイルなどの兵器の幻までもレディバグに披露している。
公式ゲームアプリでも登場する。

### シーズン2
コレクター（The Collecter）
ガブリエルがアクマタイズされたヴィラン。
アドリアンの父・ガブリエルが、自分の大切な本をアドリアンに取られたことに激怒し、自らヴィランになった。
レディバグたちの「ガブリエルがホーク・モスではないか」という疑惑を、自らをアクマタイズすることで打ち消した。本に触れたものを本の中に閉じ込める。
プライム・クイーン（Prime Queen）
ナディアがアクマタイズされたヴィラン。
レディバグとシャノワールの熱愛報道を流すためアルヤを棺の中に閉じ込めたり、レディバグとシャノワールを冷凍室に閉じ込めたりした。電子機械の中を自由に移動できる。腕に付いてあるメーターで、視聴率を確認することができる。
グラシエーター（Glaciator）
アンドレ・グラシエがアクマタイズされたヴィラン。アイスを飛ばして攻撃し、当たった者をその場に固める力を持つ。カップルには攻撃しない。
ディスペア・ベア（Despair Bear）
バトラー（とミスター・カドリー）がアクマタイズされたヴィラン。
相手に抱きつくことで体や精神を操ることができる力を持つ。
トラブルメーカー（Trouble Maker）
ペニーがアクマタイズされたヴィラン。
ペンを押すことでなんでも通り抜けられるようになり、体も半透明になるが、そのせいでミラキュラスも奪えないために、弱点を見抜かれて敗北した。アクマはボールペンの中。
ジャイガンタイタン（Gigantitan）
オーガストがアクマタイズされたヴィラン。
元はアドリアンのボディーガードに憑く予定だった。
巨大化したが、思考回路はほぼ元の赤ん坊のままであり、ホークモスでさえ思い通りに動かすのに苦戦した。キャンディーが大好き。
リポスト（Riposte）
カガミがアクマタイズされたヴィラン。アドリアンとの勝負に負け、再戦を望んでいた所をアクマタイズされた。手と一体化したその剣は、何でも斬ってしまう。
また、「プロテクション」でも再度アクマタイズされた。
ベファーナ（Befana）
ジーナがアクマタイズされたヴィラン。
ベファーナにとって良い心を持つ存在には天使に変化させ、悪い心を持つ存在には炭に変えさせるキャンディー銃を撃つ。
フライトニンゲール（Frightningale）
クララ・ナイチンゲールがアクマタイズされたヴィラン。
放たれた光線を浴びると、常に歌、ダンス、韻を踏むのいずれかをしていないと体が硬化する状態になる。レディバグとシャノワールは当てられはしたものの、コンビネーションの良さで勝利した。
ゴリジラ（Gorizilla）
アドリアンのボディーガードがアクマタイズされたヴィラン。その巨体で暴れまわり、アドリアンを探しだそうとする。鼻がよく効く。
ロボスタス（Robostus）
マルコフがアクマタイズされたヴィラン。
「ロボスタス」の際は、の機械を自由自在に動かすことができる。ロボットではなく人間に成りたいという夢があったため、レディバグとシャノワールのミラキュラスを自分で使い、願いを叶えようとしていた。
また、「ハックサン」でも再度アクマタイズされ、センチモンスター、ハックサンの力でウイルスをパリ中に広めた。
「ハックサン」の際は、携帯電話やタブレットに電話を発信する力を持ち、携帯電話やタブレットの持ち主は、その呼びかけに応じ、洗脳され、大切な人や物を画面に吸い込み、吸い込まれた人や物は、画面の中に閉じ込められる。洗脳された人はロボスタスの命令に従われながら行動する。
ダーク・オウル（The Dark Owl）
ダモクレスがアクマタイズされたヴィラン。
パソコンの相棒に命令して戦闘の武器などを出す。この時、アクマはパソコンに入っており、ダーク・オウルの持ち物にはアクマが居ない。
サイレン（Syren）
オンディーヌがアクマタイズされたヴィラン。
水の中で自由自在に行動でき、水を増幅させる力を持つ。この力でパリの大部分は水に沈んだ。
キムのことを好いており、泡で水中ヘルメットを作ってあげた。
ゾンビズー（Zombizou）
バスティエがアクマタイズされたヴィラン。
アクマが入った口紅をすることで、投げキッスのキスマークに当たるか、ゾンビズーにキスされることで強制的にキスを求めるゾンビへと変える力を持つ。このゾンビにキスされることでもゾンビになる。口紅が拭き取られると、ゾンビ化の力は無くなる。
キャプテン・ハードロック（Captain Hardrock）
アナルカ（ジュレカの母親）がアクマタイズされたヴィラン。
空飛ぶ船で音楽を奏でる者を攻撃する。金属に弱い。
フローザー（Frozer）
フィリップがアクマタイズされたヴィラン。
パリ中を氷漬けにした。アクマはスケート靴の中。
スタイル・クイーン（Style Queen）
オードリーがアクマタイズされたヴィラン。
体が金粉となっており、物理攻撃が効かない。
金粉の杖で相手に攻撃すると金の砂の塊にすることができる。
また、「オプティガミ」で再度アクマタイズされ、マリネット、アドリアン、アルヤを除く、ミラキュラスの所持者の人たちやアレック、ウェイムたちを金の砂の塊にした。
クイーンワスプ（Queen Wasp）
クイーンビーがアクマタイズされたヴィラン。
蜂の群れを操り、人々を動けなくさせた。水に弱く、蜂は水の中に入ることができない。アクマは蜂のミラキュラスの中。
「マユラ」で再度アクマタイズされた。
リバーサー（Reverser）
マークがアクマタイズされたヴィラン。
紙飛行機であらゆるものを正反対に変える力を持つ。レディバグの運動神経を悪くし、シャノワールの性格を臆病に変化させた。その力を使い、ナタニエルを強引に漫画家の作画に担わせようとした。
アナンシ（Anansi）
ノラがアクマタイズされたヴィラン。
蜘蛛のようなことができ、その糸でアルヤを閉じ込め、ニノを倒そうとした。
マレディクテーター（Malediktator）
アンドレ（クロエの父親）がアクマタイズされたヴィラン。
あらゆる人物に命令することができ、命令された人物はそれに必ず従わなければならない。オードリーは愛妻家となり、シャノワールは思考を本物の猫にされた。
また、「メガ・リーチ」で再度アクマタイズされた。
サンドボーイ（Sandboy）
青い髪の男の子がアクマタイズされたヴィラン。
枕の攻撃に当たると、相手の悪夢を実現したりすることができる。アクマは枕の中。
カタリスト（Catalyst）
ナタリーがアクマタイズされたヴィラン。
力を強化する能力を持つ。この能力でホーク・モスをスカーレット・モスへと変え、同時に沢山の人をアクマタイズすることができるようになった。アクマはタブレットの中。
リナレイジ（Rena Rage）
リナルージュがアクマタイズされたヴィラン。
シェルショック（Shell Shocked）
キャラペイスがアクマタイズされたヴィラン。
サンタクロウズ（Santa Claws）
サンタがアクマタイズされたヴィラン。
相手が一番望んでいないプレゼントを相手に投げて攻撃する。

### シーズン3
カメレオン（Chameleon）
リラがアクマタイズされたヴィラン。
元々はマリネットをアクマタイズするためのアクマだったが、リラが自ら望んでアクマタイズされた。
キスをすることでキスした相手に変身する力を持つ。キスされた相手はカメレオンが同じ姿の間意識を失う。劇中ではアドリアン、クエンティ、シャノワールの順に変身したが、レディバグの策中に嵌り、最後は牡蠣に変身してしまった。
アニマエストロ（Animaestro）
アストリュックがアクマタイズされたヴィラン。
マリネットがカガミを試写会会場から追い出すためのクロエの悪だくみの共犯となってしまい、アストリュックはそのとばっちりを受けてしまう。その結果、自分の成果に見合わない酷い仕打ちだと絶望し、アクマタイズされた。
怪獣、ロボット、犬の擬人化、魔法少女、武闘家に変身した。誰もアニマエストロを見ていないと動くことができない。
ベーカリックス （Bakerix）
ローランがアクマタイズされたヴィラン。
全身がパンでできており、魔法瓶の液体を飲むことで筋肉量が一時的にアップする。
新しいものを嫌い、徹底的に壊そうとする。
バックワーダー（Backwarder）
マリアンヌがアクマタイズされたヴィラン。
レディバグが誤ってアドリアン宛の（マリアンヌ宛とはニュアンスの異なる）ラブレターを渡してしまい、その内容に失望したところをホーク・モスに狙われた。
時間を逆走させる力を持つ。この力でマスター・フーに会おうとした。
ウェアダッド（Weredad）
トムがアクマタイズされたヴィラン。
巨大な茨を生み出してマリネットを閉じ込めた。閉じ込められたマリネットは、不思議な力で誰とも会うことができない。ゴリラに蔓が巻き付いたような風貌をしており、力がとても強い。
アクマはマリネットしか見つけることのできない薔薇の中。
サイレンサー（Silencer）
ルカがアクマタイズされたヴィラン。
人の声を奪う力を持つ。この力でレディバグの声を奪い、「ラッキーチャーム」と言えなくした。
平均的なヒーローと同程度の戦闘能力はあるが、他の大多数のヴィランと異なり攻撃、殺傷用の特殊能力は無い。アクマは被り物の中。
オニチャン（Oni-Chan）
カガミがアクマタイズされたヴィラン。
対象の人物の額に嘘をつくと伸びるツノをつける。そのツノはアンテナの役割をし、ツノがついている人物の近くにいる人が電話に出ると、オニチャンと電話に出た人物が入れ替わる。
レーザー状の刃を持つ剣で攻撃する。
デストロイヤー（Destroyer）
「ミラキュラー」で登場。エッフェル塔を壊した。
ミラキュラー（Miraculer）
サブリナがアクマタイズされたヴィラン。
ヒーローからミラキュラスの力を奪う力を持つ。作中ではテントウムシ、猫、キツネ、亀の力を奪った。力を奪われるとミラキュラスの持ち主本人が、パワーを発動できなくなる。
1度使うと変身が解けるラッキーチャームなどを何度も使用することができる。奪った力を他の人に分け与えることも可能。
クロエとヒーローごっこをしていた影響からか、ラッキーチャームで作り出した武器にカタクリズムを宿す、戦況に応じてカタクリズムの解除やプロテクシオンの箇所を瞬時に移動させるなど、複数の特殊能力を応用して使いこなすほど、ミラキュラスを持つ者との戦闘に長けている。
弱点は脇であり、くすぐり攻撃に非常に弱い。
デスペラーダ（Desperada）
ヴィヴィカがアクマタイズされたヴィラン。
楽器の武器を作り出し、攻撃に当たるとギターケースのステッカーになる。遠距離でも近距離でも立ち回れる万能ヴィラン。
クリス・マスター
クリスがアクマタイズされたヴィラン。
スノードームにおもちゃをぶつけることでそのおもちゃを巨大化させ、動かすことができる。
また、クリス・マスターの早くプレゼントが欲しいという願いによってサンタクロースが出てきており、マリネットが教えたからか元々そうかは定かではないがマリネットが教えた通りの内容を話していた。
スタートレイン
クローディがアクマタイズされたヴィラン。
新幹線を自由に動かせる能力を持つ。
ホークモスの力の及ばない宇宙空間まで列車を移動させてしまい、この時ばかりはアドリアンを救うため、ホークモスはレディバグとシャノワールによる解決を願うことになった。
クワミバスター
メンデレイエフがアクマタイズされたヴィラン。
クワミの存在を証明するためにクワミを捕まえようとした。掃除機のようなものでクワミを吸い取り、魔法の結界でクワミたちを無力化する。
一度レディバグがクワミを奪われてピンチに陥ったが、複数のミラキュラスを使い乗りきった。
フィースト（Feast）
名称不明のセンチモンスターがアクマタイズされたヴィラン。
ミラキュラスを主食としている。
センチモンスターが巨大化し、あらゆるものを喰う力を持ち、マスター・フーの持つミラクルボックスを食べようとした。
ゲーマー2.0
マックスが再度アクマタイズされたヴィラン。
マックスが作ったゲーム（過去にアクマタイズされたキャラクターを使った対戦格闘ゲーム）内でレディバグたちと戦う。対戦に勝たなければアクマタイズした人たちを元に戻すことができない。
ストーミーウェザー2
オーロラが再度アクマタイズされたヴィラン。
2度目のアクマタイズだったことで能力を把握しており、そのため初回のアクマタイズ時よりも能力を使いこなし、圧倒的に強くなっていた。
イカリゴゼン
巴（カガミの母親）がアクマタイズされたヴィラン。
人を食べることで体内に捕まえることができる。しかしスーパーヒーローなら脱出は簡単。
また、「マルチプリケイション」で再度アクマタイズされた際には「マルチチュード」によって6体に分裂した
タイムタガー
未来から来たクリスがアクマタイズされたヴィラン。
成長しても若干面影を残している。ターゲットを過去（または未来）の時空に飛ばし、未来に干渉する能力を持つ。過去に飛ばされた人物は現代からは消滅してしまう。
未来のシャノワールが誤ってバニックスのミラキュラスを破壊してしまったため、未来のホーク・モスのアイデアでバニックスを追って現代にタイムスリップしてきた。
パーティー・クラッシャー
ウェイムがアクマタイズされたヴィラン。
相手の動きを読んで行動を把握することができる。ミラーボールの攻撃に当たるとミラーボールに閉じ込められる。
アドリアンのパーティの客やレディバグと他のヒーローを閉じ込め、てんとう虫のミラキュラスと猫のミラキュラスを奪い、ヘリコプターでホーク・モスのところへ届けようとしたがキングモンキーがレディバグたちを救出し、失敗した。
キャット・ブラン（仏・Chat Blanc / Cat Blanc）
シャノワールがアクマタイズされたヴィラン。
他のヴィランと異なり、外観は全身が白く、瞳の色が水色という点以外はシャノワールと同じ。
マリネットが不正にレディバグの力を利用したことがきっかけで、シャノワールの正体がアドリアンであることがガブリエル（ホーク・モス）にばれてしまう。その後、ホーク・モスが母親の真実とシャノワールの正体を楯にシャノワールを錯乱させた隙を狙い、アクタマイズした。
無限の破壊の力を操り、その力でレディバグとホーク・モスは塵と化した。
マリネットのトラウマとなっている。
ベリティー・クイーン
プリンセス・ジャステイス
「レディバグ」で名前のみ登場。
それぞれサビーヌ、マリネットがアクマタイズされたヴィラン。
スカーレットモスの策略により集団アクマタイズをされかけたがカタリストの不調によりアクマタイズされることはなかった。
ミラクル・クイーン（Miracle queen）
クイーンビーがアクマタイズされたヴィラン。
正体がバレてしまった故に変身させないと決めたレディバグと困っている時こそ自分に助けを求めるはずだと信じているにもかかわらず報われないクロエ、2人の思いが行き違いになったことで不満が溜まりに溜まった結果、自ら望んでアクマタイズされた。
蜂の群れを操り、蜂に刺された人の動きを停止させる。刺された人に対して命令することができ、マリネット、アドリアン、アリックスを除く、ミラキュラスの所持者たちを集め、変身させ、レディバグとシャノワールと戦わせた。だが、ドラゴンバグとなったマリネットは弱点である水を使って、ミラクルクイーンを撃破することに成功した。

### シーズン4
トゥルース（Truth）
ルカがアクマタイズされたヴィラン。
質問したことを正直に話させる力を持ち、マリネットの秘密を暴こうとした。
またその力でジャケットが自分の父親であることが発覚した。
ライズ（Lies）
カガミがアクマタイズされたヴィラン。
自分を中心に嘘吐きの動きを封じる光を放ち、その力で嘘吐きが誰もいない世界を作ろうとした。嘘を吐かない動物などには適用されない。
ミスターピジョン72
ラミエルが再度アクマタイズされたヴィラン。
人を鳩に変える力を修得した。
フューリアス ・フー（Furious Fu）
マスター・フーがアクマタイズされたヴィラン。
札に文字を書くことによりその文字の力を使うことができる。また、人に札を貼ると書かれた力が手に入る。
ソール・クラッシャー（Sole Crusher）
ゾーイがアクマタイズされたヴィラン。
ソールに人を吸い込ませ、吸い込むほどでかくなる。
クイーンバナナ（Queen Banana）
クロエがアクマタイズされたヴィラン。
バナナの銃で人をバナナにする。
ロケッティア（Rocketear）
ニノがアクマタイズされたヴィラン。
自身の涙で相手に攻撃する。
アルヤがシャノワールと付き合っているのではないかと疑いアクマタイズされたが、アルヤへの愛の力でアクマタイズを解いた。この時に、アルヤとニノがスーパーヒーローであることをシャノワールに知られてしまった。
ウィッシュメーカー（Wishmaker）
アレックがアクマタイズされたヴィラン。
武器のマイクで相手に攻撃すると相手の子供の頃の夢を叶えることができる。
具体的にはモブのお爺さんはサンタクロースに、ジャケットストーンはワニに、モブはロボットに、消防士のヘッセンピーはカウボーイ兼消防士に、バナナの着ぐるみのモブはキュウリに、レディバグ（マリネット）は編物の妖精に、シャノワール（アドリアン）は現在のアドリアンそのままに、赤い帽子のお兄さんはハグザウルスになった。
グラシエーター2
アンドレ・グラシエが再度アクマタイズされたヴィラン。
サイコメディアン（Psycomedian）
ハリーがアクマタイズされたヴィラン。
ピエロの鼻をきしむことによって、彼のマスクを見た者の感情を、マスク通りの感情に強制することができる。この時レディバグは怒りの感情になり、一時的に非常に好戦的な性格になった。
シンプルマン（Simpleman）
ローランがアクマタイズされたヴィラン。
杖を床に突くことで光線を発射する。この光線の効果範囲は極めて広く、パリ中にこの力を広めた。
光線を浴びると思考能力が破壊され、物事を単調にしか考えられなくなる他、ヨーヨーなど武器を扱うための技量も能力も低下する。複数回浴びるとさらに効果が強まる。シンプルマンより後ろにいる人には効果がないらしい。
チーリン（Qilin）
サビーヌがアクマタイズされたヴィラン。
冤罪を掛けられて逮捕された恨みからアクマタイズされた。後に自力でアクマタイズを解いている
一つ一つの技に名前が付いていて、麒麟のように風をあやつる力を持つ。
ムーラック（Moolak）
「エフェメラル」で登場。ボブがアクマタイズされたヴィラン。
人々を金貨に変えて金庫の中に集めることができる。金庫を開けるためのコードは「0099」。
エフェメラル（Ephemeral）
アドリアンがアクマタイズされたヴィラン。
時間を急激に早める力がある。この力でレディバグに変身できる残り時間を急激に短くした。
ペナルティーム（Penalteam）
クロエがアクマタイズされたヴィラン。クロエはマジカルチャームを所持していたが、シャドウモスにメガアクマで壊されたため、アクマタイズされてしまった。
実際は、クロエが「ペナルティ」というヴィランになり、その分身と合わせて「ペナルティーム」となった。
自分が作ったサッカー場をコントロールし、ゴールを街中に移動させたり、制限時間を設けたり、無限に試合を続けたりすることができる。また、靴で吸い込ませたり、レッドカードを投げたりして、相手をサッカーボール型のフィールドに閉じ込めることもできる。
リスク（Risk）
フロギーがアクマタイズされたヴィラン。
まず、リスクの力（カエルの足跡の形）をパリ中の市民に影響を受けさせ、リスクが歌を歌い、それを聞いていたリスクの力の影響を受けていた人は、恐怖心を失い、普段は取らないような危険なことにも手を出すようになる。

### シーズン5
シーズン5では、モナークがそれぞれのミラキュラスを指輪に作り替え、ターゲットをアクマタイズすると、そのターゲットが付けている指輪にそれぞれのミラキュラスの特定の力を搭載することができる。
ダーカーオウル
「ジュビレーション」でダモクレス校長がアクマタイズされたヴィラン。豚のミラキュラスの力が搭載されている。
アライアンスで異常な動きを検知したモナークがソクリーヌをレディバグだと勘違いし倒すためにアクマタイズされた。
マニピュラ（Manipula）
「デターミネイション」でヴェロニカがアクマタイズされたヴィラン。水牛のミラキュラスの力が搭載されている。
カードが蝋人形に触れると、触れた人形を操ることができる。この時、蝋人形のレディバグ、シャノワール率いるヒーローチームを操った。
サファリ（Safari）
「パッション」でナタリーがアクマタイズされたヴィラン。ヤギのミラキュラスの力が搭載されている。
エミリーの願いを尊重するために、アクマタイズされた。ターゲットを絶対に逃さない力を持ち、ミラキュラスの力を使える。
リュウコモリ（Ryukomori）
「パーフェクション」でカガミがアクマタイズされたヴィラン。龍のミラキュラスの力が搭載されている。
巨人の姿をしており、雲でできているため、誰にも触れることができず、また、他の人の存在が見えない、聞こえない存在となる。ただ、他の人の存在を意識することができる。
この時、カガミは自力でアクマタイズを解いた。
ゴールドレコード
「マイグレーション」でボブがアクマタイズされたヴィラン。馬のミラキュラスの力が搭載されている。
レコードを命中させた相手をレコードに閉じ込め、秘密にしていることを歌にした曲を強制的に再生させる。ボブが気に入った曲は保管するが、気に入らなかった曲は宇宙空間に捨てる。
ダークユーモア
「デリジョン」でキムがアクマタイズされたヴィラン。猿のミラキュラスの力が搭載されている。
ダークキューピットに酷似した容姿をしており、あちらとは違い矢で射った人間が笑えないことをしてしまう。
バグファイター
「イントゥイション」で人工知能であるADAがアクマタイズされたヴィラン。
紫色の巨大ロボの姿をしており、コスモバグのヨーヨーを破壊した。
モナークのハッキングによってクローディが乗っていないと思わされたことによりアクマタイズされたが、モナークが嘘をついていると理解し、アクマタイズを解こうとする。その後モナークがセカンドチャンスで何度やり直してもADAのアクマタイズが解ける未来を変えられずにアクマタイズしない選択を選んだことにより存在がなかったこととなった。
リポストプライム
「プロテクション」でカガミがアクマタイズされたヴィラン。亀のミラキュラスの力が搭載されている。
マリネットが嘘つきであるとリラに騙されてアクマタイズされてしまった。
赤いシールドを使うことで相手を拘束できるが、同時にひとつしか展開できない。
マタギゴゼン
巴（カガミの母親）がアクマタイズされたヴィラン。トリ、ウマ、ハチ、ネズミのミラキュラスの力が搭載されている。
フェリックスを倒すためにアクマタイズされた。イカリゴゼンが赤い馬に跨った姿をしており、トリのミラキュラスの力によってフェリックスの匂いを捜索する力を手に入れ、ネズミとウマのミラキュラスの力によって4匹に分裂およびワープをすることによって捜索していたが、鳩に匂いを移すことにより撹乱した。
ホアクサー（Hoaxer）
「レベレーション」でリラがアクマタイズされたヴィラン。キツネのミラキュラスの力が搭載されている。
マリネットとアドリアンに復讐心を持ち、学級委員の再選を強制的に行い、自身がアクマタイズするために教室の状況を作った。
人々を制御するためにキツネのミラキュラスの力を使用し、ホークさんと名乗ってアライアンスを使ってマリネットがモナークである、レディバグとシャノワールは土星からオゾン層を破壊しに来たなどの嘘を信じこませ皆を操ったが、実際はモナークの秘密を得るための大胆な陽動だった。
キング・オブ・プラスチック
バードランド・キングがアクマタイズされたヴィラン。ハチのミラキュラスの力が搭載されている。
自らの武器の上部で叩くことにより、様々なものをプラスチックに変化させる力を持つが、最初からプラスチックの物は変化させることができない。

### ミラキュラス・ワールド
テクロナイザ（Techlonizer）
アメリカのヴィランであるテクノパイレーツがアクマタイズされたヴィラン。
テクノロジーをハッキングすることができ、鷲のミラキュラスを手に入れた。
ミラキュロナイザ（Miraclonizer）
鷲のミラキュラスで変身したテックロナイザ。鷲のミラキュラスの力によって強化された。
テックロナイザの時同様テクノロジーをハッキングする力と鷲のミラキュラスによって相手の心の鎖を壊し自己中心的にさせる力を持つ。
その力によってアメリカのスーパーヒーローたちを機能停止させた。
キングキャッシュ（King Cash）
上海で古物商を営むキャッシュがアクマタイズされたヴィラン。
フェイに「ウーを殺害した者の情報提供と引き換えに、マリネットに盗んだものを高額で買い取らせる」予定を邪魔された恨みからアクタマイズされた。
金の扇で全てを切り裂き、銀の扇で切ったものを金の像にする力を持つ。
ヤン・ロン・シー（YanLuoShi）
上海でプロディジャスのガーディアンをしているロン・シーがアクマタイズされたヴィラン。レンレンがプロディジャスの「龍（ロン）」の力を、正義感ではなく復讐心から開放しようとすることに憤りを覚え、その心をホーク・モスに狙われアクマタイズされた。
口から吐く光線によって上海を火の海に包んだ。歴代のスーパーヴィランの中でも圧倒的な攻撃力を誇り、先述の光線に人間が当たると例えスーパーヒーローやホーク・モスですら一瞬で消し炭にする。やがてヤン・ロン・シーは巨大化し、ブレスレットを渡すまで閻魔大王の如く殺戮と破壊を尽くした。

### 合体スーパーヴィラン
1匹のアクマで複数人がアクマタイズされたヴィラン。
サポティス（Sapotis）
エラとエタがアクマタイズされたヴィラン。
なにか食べることで増殖する。非常にいたずら好きで、これは絵本に出てくる怪物サポティスを模している。
オブリビオ
アルヤとニノがアクマタイズされたヴィラン。
記憶を消す力を持ち、レディバグとシャノワールの記憶を消した。二人で一人という非常に稀なヴィラン。
ハートハンター
アンドレとオードリー（クロエの両親）がアクマタイズされたヴィラン。
ガブリエルがアンドレとオードリーが仲違いするようなデザインのマントを記念日に送り、アクタマイズさせた。
人や動物への愛を獲物としており、光線でハートに変えて食べてしまう。二人で一人という非常に稀なヴィラン。

### スーパーヴィランチーム
パニッシャートリオ（Punishers Trio）
アルヤ、ジュレカ、ローズがアクマタイズされたヴィラン。
それぞれレディー・ワイファイ、リフレクタ、プリンセス・フレグランスとなった。
この時レディー・ワイファイは、アクマが入ったタブレットを使って戦った。
ギャング・オブ・シークレット（Gang of Secrets）
アルヤ、ミレーヌ、ジュレカ、アリックス、ローズがアクマタイズされたヴィラン。
それぞれレディー・ワイファイ、ホリフィケーター、リフレクタ、タイムブレイカー、プリンセス・フレグランスとなった。
この時レディー・ワイファイは、レディバグとの友情の力でアクマタイズを自力で解いた。
クロコデュエル（Crocoduel）
ジャケットとアナルカがアクマタイズされたヴィラン。
それぞれギター・ヴィラン、キャプテン・ハード・ロックとなった。
ディアレスト・ファミリー（Dearest Family）
トム、サビーヌ、ローラン、ジーナがアクマタイズされたヴィラン。シャドウモスにメガアクマでそれぞれのマジカルチャームを壊され、アクマタイズされることができてしまった。
それぞれウェアダッド、キリン、ベーカリックス、ベファーナとなった。
ミラキュライズ
アライアンスを通じて世界中の人々がアクマタイズされたヴィラン。灰色のとてもシンプルな見た目で、ミラキュラスの力を自在に扱いレディバグに襲いかかる。

## センチモンスター

### シーズン2
バタフライセンチモンスター（Butterfly SentiMonster）
ホーク・モスの感情によって作られたセンチモンスター。杖にアモキタイズされている。
巨大な紫色をした蛾のような姿のセンチモンスター。ホーク・モスが逃げる手助けをした。羽で強風を起こせる。
また、シーズン3最終話で再度アモキタイズされ、ジェイドタートルのシェルターを破壊した。

### シーズン3
リフレクドール（Reflekdoll）
ジュレカの感情によって作られたセンチモンスター。ヘアピンにアモキタイズされている。
巨大ロボットのような姿で操縦するためのコックピットがある。ヘアクリップを操縦桿としている。口からビームを出すことができ、当たるとリフレクタと同じ姿になる。レディノワールからカタクリズムを食らってヒビが入り、制御不能の暴走状態になった。
ロリポップボーイ（Lollipop Boy）
オーガストの感情によって作られたセンチモンスター。おしゃぶりにアモキタイズされている。
キャンディーが繋がったようなモンスター。クロエにレディバグから必要にされていないと思わせるために作られたセンチモンスター。
オーガストがおしゃぶりを落としてしまったせいで、暴走状態に陥った。
また「トゥルース」などで再度アモキタイズされた。
青いセンチモンスター（Dormant Sentimonster）
マスター・フーの感情によって作られた名称不明のセンチモンスター。杖にアモキタイズされている。
ガーディアンの修行中のマスター・フーが食べ物を取って来させようと作り出した。しかし、あまりの空腹感からの飢えと原因であるミラキュラスに対しての怒りがセンチモンスターに反映され、ミラキュラスを食おうとするセンチモンスターが作り出された。
レディバグ（Ladybug）
マユラの感情によって作られたセンチモンスター。エッフェル塔のストラップにアモキタイズされている。マユラがレディバグそっくりに創造した。
本物のレディバグと同じ技を持ち、「センチチャーム」を出すことができる。
シャノワールを騙し、ミラキュラスを奪おうとしたが本物のレディバグに邪魔され失敗した。
レディバグがエッフェル塔のストラップを奪ったことで一時的にレディバグと協力したが、マユラによって消滅された。

### シーズン4
ライトアイ（仏・Pharo / 伯・Ocular / 英米・Light Eye）
ルカの感情によって作られたセンチモンスター。ペンダントにアモキタイズされている。
大きな一つ目の姿で見つめたものの動きを封じることができる。シャノワールからカタクリズムを食らってヒビが入り、制御不能の暴走状態になった。
バナナブーンブーン（Banana Boom-Boom）
クロエの感情によって作られたセンチモンスター。帽子の飾りにアモキタイズされている。
シャノワールからカタクリズムを食らってヒビが入り、制御不能の暴走状態になった。
ギルトリップ（Guiltrip）
ジュレカの感情によって作られたセンチモンスター。携帯にアモキタイズされている。
ジュレカが携帯を捨ててしまったことで暴走し、吸い込みの強さがどんどん強くなっていった。
内部の穴から出る紫の玉に触れるとネガディブになってしまい、全身を覆われるとリフレクタそっくりになってしまう。この紫の玉はポジティブな気持ちで跳ね返すことができる。
オプティガミ（Optigami）
マユラの感情によって作られたセンチモンスター。パットにアモキタイズされている。
蝶の折り紙でできており、物や壁に入り込ませ、監視することができる。
センチニノがキャラペイス変身後に亀のミラキュラスの中に入り込んだが、最終的にはレディバグに亀のミラキュラスの中にアモクがいると疑われ、シャノワールのカタクリズムで一時的に亀のミラキュラスを壊され消滅し、レディバグの正体を知る作戦は失敗した。
センチアレック（SentiAlec）
「オプティガミ」で登場。
シャドウモスの感情によって作られたセンチモンスター。杖にアモキタイズされている。シャドウモスがアレックそっくりに創造した。
オードリーを再度アクマタイズさせるために作られた。
センチニノ（SentiNino）
「オプティガミ」で登場。
シャドウモスの感情によって作られたセンチモンスター。杖にアモキタイズされている。シャドウモスがニノそっくりに創造した。
最終的にレディバグにラッキーチャームでアルヤとのハイタッチのやり方がいつもと違うことでセンチモンスターだと見破られ、シャドウモスによって消滅した。
センチバブラー（Sentibubbler）
シャドウモスの感情によって作られたセンチモンスター。コーヒーカップにアモキタイズされている。シャドウモスが以前、ニノがアクマタイズされたヴィラン、「バブラー」そっくりに創造した。
一度ペガバグがコーヒーカップを奪ったことでペガバグの言うことを聞くようになったが、シャドウモスにより消滅させられた。
メガ・リーチ（Mega Leech）
アンドレ（クロエの父親）の感情によって作られたセンチモンスター。国の襷にアモキタイズされている。
小さいマレディクテーターを絶え間なく生産することができる。
小さいマレディクテーターが相手の耳の中に入り、命令することで洗脳することができる。
ガブリエル・アグレスト（Gabriel Agreste） / コレクター（The Collecter）
シャドウモスの感情によって作られたセンチモンスター。杖にアモキタイズされている。シャドウモスがガブリエルそっくりに創造した。
コレクターでは本からタブレットにアクマタイズ先が変わっており、それに応じて取り込んだ者の秘密を暴き出せるようになり、ストックが無限になった。
ハックサン（Hack San）
シャドウモスの感情によって作られたセンチモンスター。杖にアモキタイズされている。このセンチモンスターでマルコフにウイルスを送り込み、彼を怒らせ、ロボスタスに再度アクマタイズさせた。
クロネコ（Kuroneko）
リズムの感情によって作られたセンチモンスター。貯金箱にアモキタイズされている。
キャットウォーカーのカタクリズムが当たって暴走状態になった。
レディバグは、シャノワールがアクマタイズされたのだと思っていた。
ストライクバック（Strikeback）
シャドウモスの感情によって作られたセンチモンスター。杖にアモキタイズされている。
ミラキュラスの技などの攻撃の影響を受けず、能力によって攻撃されると能力をコピーすることができ作中ではカタクリズム、プロテクション、ヴェノム、マルチチュード、クラウトをコピーしたまた、その身体で物を押しつぶしたり、重いものを持ち上げることも容易である。
ストライクバックの色々な攻撃により、パリは一時崩壊仕掛けたが、ペガバグ、もしくはペニーバグの「ボヤージュ」で太陽に飛ばされ、ストライクバックは滅んだ。

### シーズン5
レッドムーン
フェリックスの感情によって作られたセンチモンスター。指輪にアモキタイズされている。
赤い月の姿をしており、元々手のひらサイズだったが本物の月と同様のサイズに巨大化した。
光をあびたものを消滅・再出現させることができ、その力でアドリアンの理想の世界を創ろうとした。だが、マリネットを再出現させられ無かったことにより力を制御できないとして泣きながら消滅させられた。

### ミラキュラス・ワールド
ロボスタス（Robostus）
アクマタイズされたマルコフにそっくりなセンチモンスター。
ヒーロー不在のパリの街で暴れた。

## テレビ

### アニメ
日本語版制作
- オープニングテーマ - メロディー・チューバック
- 翻訳 - 栗谷恭子、高木美和、髙橋結花
- 演出 - 安江誠
- 録音制作 - グロービジョン[注 37]
- オンライン編集 - 東映デジタルラボ、初野百花
- オンライン編集協力 - 漆谷香奈子
- 番組担当 - 奈良初男（テレビ東京）
- プロデューサー - 神木優、立石夏子
- ライセンス担当 - 三平敬太
- 番組宣伝 - 大江繭子→塩塚優香（テレビ東京）
- 宣伝 - 吉田稔、露木志保、本吉裕介
- 宣伝協力 - 加藤円、Christophe LAGUERRE、池田由香、星野晃平、森田悠太郎
- キャスト - 奈波果林、逢坂良太、長縄まりあ、高坂宙、藤井隼、川上彩、宮本誉之、櫻庭有紗、森下由樹子、塙英子、蓮岳大、小堀幸、本多真梨子、駒田航 （ノンクレジット：荒井勇樹、村井雄治）

放送局
| 放送期間                                              | 放送時間                              | 放送局              | 対象地域                                                   | 備考 |
| ----------------------------------------------------- | ------------------------------------- | ------------------- | ---------------------------------------------------------- | --- |
| 2020年4月10日 - 9月25日 2020年10月2日 - 2023年3月31日 | 金曜 19:00 - 19:30 金曜 18:30 - 19:00 | BS11                | 日本全域                                                   | 2か国語放送 / シーズン3まで放送済みでシーズン4は放送未定。                                                              |
| 2022年4月2日 - 2023年9月23日                          | 土曜 7:30 - 8:00                      | テレビ東京系列全6局 | 北海道・関東広域圏・愛知県・大阪府・岡山県・香川県・福岡県 | 日本語吹替版 / 字幕放送 / シーズン1のエピソード『コピーキャット』は未放送。シーズン3まで放送済みでシーズン4は放送未定。 |

#### 動画配信サービス
日本国内での配信
| 配信サービス       | 配信開始日    | 備考                  |
| ------------------ | ------------- | --------------------- |
| Disney+            | 2020年6月11日 | シーズン5まで配信中   |
| Amazon Prime Video | 2021年3月19日 | 2023年1月31日まで配信 |
| U-NEXT             | 2021年3月19日 | 2023年1月31日まで配信 |
| ｄアニメストア     | 2021年3月19日 | 2023年1月31日まで配信 |
| TELASA             | 2021年3月19日 |                       |
| TSUTAYA TV         | 2021年3月19日 |                       |
| J:COMオンデマンド  | 2021年3月19日 |                       |
| auスマートパス     | 2021年3月19日 |                       |
| バンダイチャンネル | 2021年3月19日 | シーズン2まで配信中   |
| Netflix            | 2021年4月23日 |                       |
| FOD                | 不明          |                       |

#### 映像ソフト
Blu-ray Disc
| 巻 | 発売日         | 収録シーズン                              | 映像特典           | 備考                               | 品番      |
| -- | -------------- | ----------------------------------------- | ------------------ | ---------------------------------- | --------- |
| 1  | 2022年10月26日 | シーズン1 （エピソード1 - エピソード26）  | パイロットフィルム | 海外版吹替音声（英語・韓国語）あり | FFXA-9032 |
| 2  | 2022年10月26日 | シーズン2 （エピソード27 - エピソード52） | ミラキュラス CHIBI | 海外版吹替音声（英語・韓国語）あり | FFXA-9033 |

### その他
ミラキュラス！ミラクル・バラエティ

本作品の魅力を大解剖するバラエティ番組。アフレコ風景が公開されたり、収録現場の裏話や、本作品に関するクイズ対決、登場人物の絵描き歌に挑戦したりなど、家族で楽しめるコーナーが盛り沢山の60分になっている。
2021年版は、2021年8月28日、2022年版は、2022年8月26日に日本初放送された。

出演者：田中裕二（爆笑問題）、奈波果林、逢坂良太、高坂宙、長縄まりあ、森なな子、田名部生来

## 漫画
講談社『月刊少年シリウス』の編集部はコミカライズの作画作家担当を2019年10月25日から11月30日まで募集し、コミックとして、第1期を2021年3月号から2021年11月号まで『月刊少年シリウス』で連載された。作画は土田陸が担当。また、2022年8月5日に第2期を2022年10月号から再び講談社『月刊少年シリウス』で連載されることが決定し、土田の作画により2023年2月号まで連載後、『Palcy』（同社）へ移籍して連載されることが発表されている。漫画での展開はテレビアニメ版と同じである。
- ZAG（原作）・東映アニメーション（監修）・土田陸（作画）・割田コマ（構成協力）『ミラキュラス レディバグ&シャノワール』講談社〈シリウスKC〉、既刊3巻（2023年6月8日現在）
  1. 2021年6月9日発売[53][54]、ISBN 978-4-06-523642-0
  2. 2022年1月7日発売[55]、ISBN 978-4-06-526562-8
  3. 2023年6月8日発売[56]、ISBN 978-4-06-531670-2

## ゲーム
ミラキュラス レディバグ&シャノアール（Miraculous Ladybug & Cat Noir）
iOS・Android対応のスマートフォンゲーム。
ミラキュラス・クラッシュ：レディバグ&シャノワールマッチ3（Miraculous Crush：A Ladybug & Cat Noir Match 3）
iOS・Android対応のスマートフォンゲーム。
ミラキュラス：ライズ オブ ザ スフィンクス（Miraculous: Rise of the Sphinx）
PlayStation 5・Nintendo Switch対応の3Dテレビゲーム。

## 展開

### 日本
東映アニメーション制作のPV公開後、日本でも話題になり、上陸が期待されたが、3DCGアニメーションに移行し、日本が制作に関わらなくなると上陸は難しい状況になった。しかし動画投稿サイトで非公式の日本語字幕版が投稿されるとファンが増え始め、上陸を求める声が強くなり、有志によるZagtoon宛の署名が2017年に開始。そこから1年も経たない内に邦題や吹き替え版収録風景が公開され、2018年7月23日からディズニー・チャンネルでの放送が決定し、同年7月1日に第1話がアプリで先行配信された。それに伴い、ファンに最も親しまれたニコニコ動画投稿分の字幕版はフランスの映像系制作プロダクションOn Entertainmentの申立により削除された。
吹き替え版は韓国版同様音程修正済み低倍速（サイモン・セッズのみ音程未修正）、A、B、Cパートの三分割に編集されている。また、放送前か後にローラ・マラノが歌うテーマソングのMVが流れることがある。

### 海外
2012年11月から韓国のCG会社「SAMGアニメーション」が映像制作を担当し、2013年11月には「ミラキュラス」のタイトルで予告編が公開。2015年9月1日に韓国で初放送され、本国のフランスでは2015年10月18日に放送開始された。そして、アメリカなどの諸外国でも多くの国で2015年にシーズン1が順次放送開始された。英語版のオープニングはローラ・マラノが歌っている。

## ミラキュラスCHIBI（MIRACULOUS CHIBI）
2Dショートアニメシリーズ。アドリアン以外全く眼中にないレディバグと、全力でレディバグにアピールするものの、毎回不憫な目にあうシャノワールのコミカルなやり取りになっている。
| 日本話数 | サブタイトル （日本語版） |
| -------- | ------------------------- |
| 1        | 追いかけっこ              |
| 2        | 屋上でディナー            |
| 3        | 強力な香水                |
| 4        | 君の正体は                |
| 5        | ネコのケンカ              |
| 6        | 危険な花                  |
| 7        | レディバグお化けだぞー    |